# História do Império Romano do Ocidente
A história do Império Romano do Ocidente descreve o período entre os anos 395 e 476, onde havia cortes equivalentes e separadas dividindo a governança do império nas províncias ocidentais e orientais, com uma sucessão imperial distinta. Os termos Império Romano do Ocidente e Império Romano do Oriente foram cunhados nos tempos modernos para descrever entidades políticas que eram independentes de fato; os romanos contemporâneos não consideravam o império dividido em dois, mas o viam como um único governo gerido por duas cortes imperiais separadas por questões administrativas. O Império Romano do Ocidente entrou em colapso em 476 e a corte imperial ocidental em Ravena foi formalmente dissolvida por Justiniano em 554. A corte imperial oriental sobreviveu até a queda de Constantinopla em 1453.

## Antecedentes históricos
Com a expansão da República Romana, ela atingiu um ponto em que o governo central de Roma não conseguiu governar com eficácia as províncias distantes. As comunicações e o transporte eram especialmente problemáticos, dada a vasta extensão do império. Notícias de invasão, revolta, desastres naturais ou surto epidêmico eram transportadas por navio ou serviço postal montado, muitas vezes exigindo muito tempo para chegar a Roma e para que as ordens de Roma fossem devolvidas e postas em prática. Portanto, os governadores provinciais tinham autonomia de facto em nome da República Romana. Os governadores tinham várias funções, incluindo o comando de exércitos, além da administração dos impostos e dos julgamentos da província.
Antes do estabelecimento do império, os territórios da República Romana haviam sido divididos em 43 a.C. entre os membros do Segundo Triunvirato: Marco Antônio, Otaviano e Marco Emílio Lépido. Antônio recebeu as províncias do Leste: Acaia, Macedônia e Épiro (aproximadamente a moderna Grécia, Albânia e a costa da Croácia), Bitínia, Ponto e Ásia (aproximadamente a moderna Turquia), Síria, Chipre e Cirenaica. Essas terras haviam sido conquistadas anteriormente por Alexandre, o Grande; assim, grande parte da aristocracia era de origem grega. Toda a região, especialmente as grandes áreas urbanas, tinha sido amplamente assimilada pela cultura grega e a língua grega muitas vezes servia como língua franca.

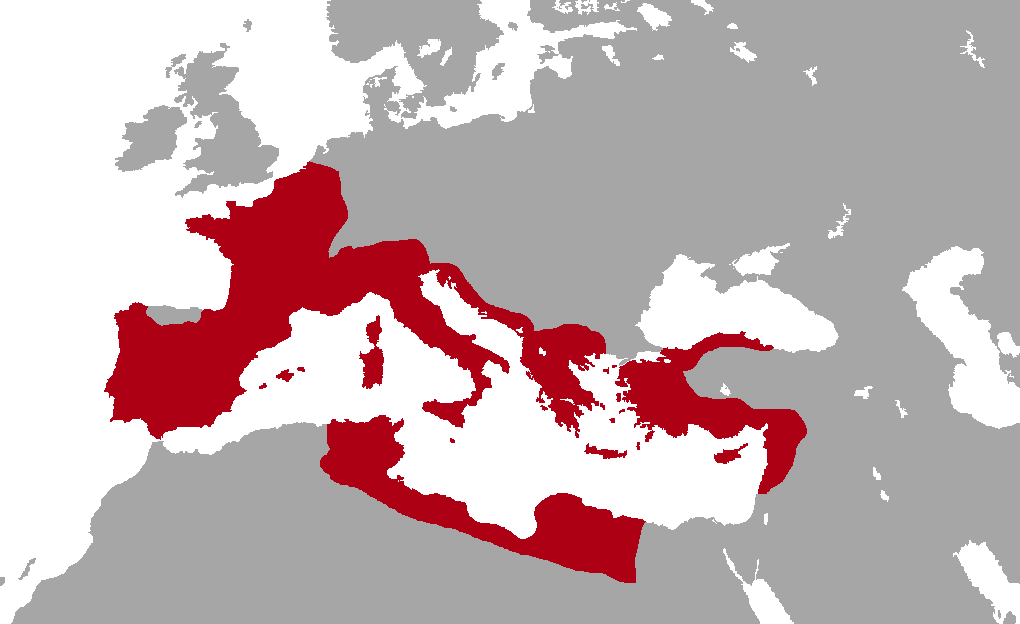
A República Romana antes das conquistas de Otaviano

Otaviano obteve as províncias romanas do Ocidente: Itália (Itália moderna), Gália (França moderna), Gallia Belgica (partes das atuais Bélgica, Países Baixos e Luxemburgo) e Hispânia (Espanha e Portugal modernos). Essas terras também incluíam colônias gregas e cartaginesas nas áreas costeiras, embora tribos celtas, como gauleses e celtiberos, fossem culturalmente dominantes. Lépido recebeu a província menor da África (aproximadamente a moderna Tunísia). Otaviano logo conquistou a África de Lépido, acrescentando a Sicília (a moderna Sicília) às suas propriedades. 
Após a derrota de Marco Antônio, um vitorioso Otaviano controlou um Império Romano unido, que controlava muitas culturas distintas que passaram por algum grau de romanização. Embora a cultura predominantemente grega do Oriente e a cultura predominantemente latina do Ocidente funcionassem efetivamente como um todo integrado, os desenvolvimentos políticos e militares acabariam por realinhar o império ao longo dessas linhas culturais e linguísticas. Na maioria das vezes, as práticas gregas e latinas (e, até certo ponto, as próprias línguas) seriam combinadas em campos como história (por exemplo, as de Catão, o Velho), filosofia e retórica.

### Rebeliões e desenvolvimentos políticos
Rebeliões e levantes menores eram eventos bastante comuns em todo o império. Quando tribos conquistadas ou cidades oprimidas se revoltavam, legiões eram destacadas para esmagar a rebelião. Embora esse processo fosse simples em tempos de paz, poderia ser consideravelmente mais complicado em tempos de guerra. Em uma campanha militar completa, as legiões eram muito mais numerosas – como, por exemplo, aquelas lideradas por Vespasiano na Primeira Guerra Judaico-Romana. Para garantir a lealdade de um comandante, um imperador pragmático pode manter alguns membros da família do general como reféns. Para tanto, Nero deteve efetivamente Domiciano e Quinto Petílio Cerial, governador de Óstia, que eram o filho mais novo e o cunhado de Vespasiano, respectivamente. O governo de Nero foi encerrado por uma revolta da Guarda Pretoriana, que havia sido subornada em nome de Galba. A Guarda Pretoriana, uma "espada de Dâmocles" figurativa, era muitas vezes considerada de lealdade duvidosa, principalmente devido ao seu papel nas intrigas da corte e na derrubada de vários imperadores, incluindo Pertinax e Aureliano. Seguindo seu exemplo, as legiões nas fronteiras participaram cada vez mais de guerras civis. Por exemplo, legiões estacionadas no Egito e nas províncias orientais teriam uma participação significativa na Guerra Civil de 218 entre o imperador Macrino e Heliogábalo.
À medida que o Império se expandia, duas fronteiras importantes se revelaram. No Ocidente, atrás dos rios Reno e Danúbio, as tribos germânicas eram um inimigo importante. Augusto, o primeiro imperador, tentou conquistá-los, mas recuou após a desastrosa Batalha da Floresta de Teutoburgo. Enquanto as tribos germânicas eram inimigas formidáveis, o Império Parta no Oriente representava a maior ameaça. Os partas eram muito remotos e poderosos para serem conquistados e eram uma constante ameaça. Os partos repeliram várias invasões romanas e, mesmo depois de guerras de conquista bem-sucedidas, como as implementadas por Trajano ou Sétimo Severo, os territórios conquistados foram abandonados na tentativa de garantir uma paz duradoura com os partas. O Império Parta seria sucedido pelo Império Sassânida, que continuou as hostilidades com o Império Romano.
Controlar a fronteira ocidental de Roma era razoavelmente fácil porque era relativamente perto da própria cidade de Roma e também por causa da desunião entre os povos germânicos. No entanto, controlar as duas fronteiras simultaneamente durante a guerra era difícil. Se o imperador estivesse perto da fronteira no Oriente, as chances eram grandes de que um general ambicioso se rebelasse no Ocidente e vice-versa. Este oportunismo militar atormentou muitos imperadores governantes e, de fato, pavimentou o caminho para o poder para vários futuros imperadores. Na época da Crise do Terceiro Século, a usurpação tornou-se um método comum de sucessão: Filipe, o Árabe, Treboniano Galo e Emiliano eram generais usurpadores que se tornaram imperadores cujo governo terminaria com a usurpação por outro general poderoso.

### Crise do Terceiro Século

Os Impérios Romano, Gálico e Palmireno em 27

Com o assassinato do imperador Alexandre Severo em 18 de março de 235, o Império Romano mergulhou em um período de 50 anos de guerra civil, agora conhecido como a [[[Crise do Terceiro Século]]. A ascensão do belicoso Império Sassânida no lugar do Império Parta representou uma grande ameaça para Roma no Oriente, como demonstrado pela captura do imperador Valeriano por Sapor I em 259. O filho mais velho e provável herdeiro de Valeriano, Galiano, o sucedeu e começou a lutar na fronteira oriental. O filho de Galiano, Salonino, e o prefeito pretoriano Silvano residiam na Colônia Agripina (a atual Colônia) para solidificar a lealdade das legiões locais. No entanto, Marco Cassiânio Latínio Póstumo – o governador local das províncias germânicas – rebelou-se; seu ataque à Colônia Agripina resultou na morte de Salonino e do prefeito. Na confusão que se seguiu, emergiu um Estado independente conhecido na historiografia moderna como Império das Gálias.
Sua capital era Augusta dos Tréveros (moderna Tréveris) e rapidamente expandiu seu controle sobre as províncias da Germânia, Gália, Britânia e Hispânia. O novo Estado tinha seu próprio senado e uma lista parcial de seus cônsules ainda sobrevive. Manteve a religião, a língua e a cultura romanas e estava muito mais preocupado em lutar contra as tribos germânicas, rechaçar as incursões germânicas e restaurar a segurança que as províncias gaulesas desfrutaram no passado, do que em desafiar o governo central romano. No entanto, no reinado de Cláudio Gótico (268 a 270), grandes extensões do Império das Gálias foram restauradas ao domínio romano. Quase ao mesmo tempo, várias províncias orientais se separaram para formar o Império de Palmira, sob o governo da rainha Zenóbia.
Em 272, o imperador Aureliano finalmente conseguiu recuperar Palmira e seu território para o império. Com o Oriente seguro, sua atenção se voltou para o Ocidente, invadindo o Império das Gálias um ano depois. Aureliano derrotou decisivamente Tétrico I na Batalha de Châlons, e logo capturou ele e seu filho, Tétrico II. Zenóbia e os Tétricos foram perdoados, embora tenham sido apresentados em triunfo pela primeira vez.

### Tetrarquia

A organização do Império sob a Tetrarquia

Diocleciano foi o primeiro imperador a dividir o Império Romano em uma Tetrarquia. Em 286, ele elevou Maximiano à categoria de Augusto (imperador) e deu-lhe o controle do Império do Ocidente enquanto ele próprio governava o Oriente. Em 293, Galério e Constâncio Cloro foram nomeados como seus subordinados (césares), criando a Primeira Tetrarquia. Esse sistema efetivamente dividiu o império em quatro grandes regiões, como forma de evitar a agitação civil que marcou o século III. No Ocidente, Maximiano fez de Mediolano (agora Milão) sua capital e Constâncio fez de Tréveris a sua. No Oriente, Galério tornou sua capital Sirmio e Diocleciano tornou Nicomédia a sua. Em 1º de maio de 305, Diocleciano e Maximiano abdicaram, substituídos por Galério e Constâncio, que nomearam Maximino II e Valério Severo, respectivamente, como seus césares, criando a Segunda Tetrarquia.
A Tetrarquia entrou em colapso após a morte inesperada de Constâncio em 306. Seu filho, Constantino, o Grande, foi declarado imperador ocidental pelas legiões britânicas,  mas vários outros pretendentes surgiram e tentaram tomar o Império do Ocidente. Em 308, Galério realizou uma reunião em Carnunto, onde reviveu a Tetrarquia ao dividir o Império do Ocidente entre Constantino e Licínio. No entanto, Constantino estava mais interessado em conquistar todo o império do que na estabilidade da Tetrarquia e, em 314, começou a competir contra Licínio, que foi derrotado em 324, na Batalha de Crisópolis, quando foi feito prisioneiro e posteriormente assassinado. Depois que Constantino unificou o império, ele refundou a cidade de Bizâncio como a "Nova Roma", mais tarde chamada de Constantinopla, e a tornou a capital do Império Romano. A Tetrarquia foi encerrada, embora o conceito de dividir fisicamente o Império Romano entre dois imperadores permanecesse. Apesar de vários imperadores poderosos terem unificado as duas partes do império, isso geralmente se reverteu em um império dividido em Oriente e Ocidente após suas mortes, como aconteceu após as mortes de Constantino e Teodósio I.

### Divisões adicionais

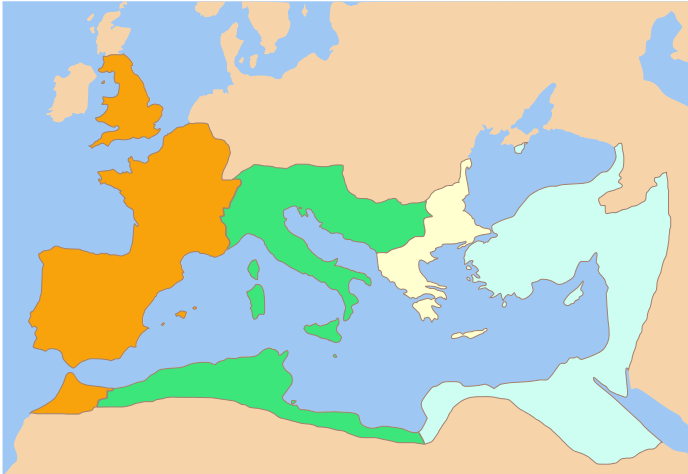
Divisão do Império Romano entre os césares nomeados por : de oeste para leste, os territórios de Constantino II, Constante I, Dalmácio e Constâncio II. Após a morte de Constantino I (maio de 337), esta foi a divisão formal do Império, até que Dalmácio foi morto e seu território dividido entre Constante e Constâncio

O Império Romano estava sob o governo de um único imperador, mas, com a morte de Constantino em 337, o império foi dividido entre seus herdeiros sobreviventes. Constâncio, seu terceiro filho e o segundo com sua esposa Fausta (filha de Maximiano) recebeu as províncias orientais, incluindo Constantinopla, Trácia, Ásia Menor, Síria, Egito e Cirenaica; Constantino II recebeu a Britânia, a Gália, a Hispânia e a Mauritânia ; e Constante, inicialmente sob a supervisão de Constantino II, recebeu Itália, África, Ilírico, Panônia, Macedônia e Acaia. As províncias da Trácia, Acaia e Macedônia logo foram controladas por Dálmacio, sobrinho de Constantino I e um césar, não um Augusto, até seu assassinato por seus próprios soldados em 337. O Ocidente foi unificado em 340 sob o comando de Constante, que foi assassinado em 350 por ordem do usurpador Magnêncio. Depois que Magnêncio perdeu a Batalha de Mursa Maior e cometeu suicídio, uma reunificação completa de todo o império ocorreu sob a liderança de Constâncio em 353.
Constâncio II concentrou a maior parte de seu poder no Oriente. Sob seu governo, a cidade de Bizâncio – apenas recentemente refundada como Constantinopla – foi totalmente desenvolvida como uma capital. Em Constantinopla, o controle político, econômico e militar dos recursos do Império do Oriente permaneceria seguro durante os séculos vindouros. A cidade era bem fortificada e localizada no cruzamento de várias rotas comerciais e militares importantes. O local já havia sido reconhecido por sua importância estratégica pelos imperadores Sétimo Severo e Caracala, mais de um século antes.
Em 361, Constâncio II adoeceu e morreu, e o neto de Constâncio Cloro, Juliano, que havia servido como césar de Constâncio II, assumiu o poder. Juliano foi morto em 363 na Batalha de Samarra contra o Império Sassânida e foi sucedido por Joviano, que governou por apenas nove meses. Após a morte de Joviano, Valentiniano I emergiu como imperador em 364 e imediatamente dividiu o império mais uma vez, dando a metade oriental para seu irmão Valente. A estabilidade não foi alcançada por muito tempo em nenhuma das metades à medida que os conflitos com forças externas (tribos bárbaras) se intensificaram. Em 376, os visigodos, fugindo dos ostrogodos, que por sua vez fugiam dos hunos, foram autorizados a cruzar o rio Danúbio e se estabelecer nos Bálcãs pelo governo oriental. Os maus-tratos romando causaram uma rebelião em grande escala e, em 378, os visigodos infligiram uma derrota paralisante ao exército romano oriental na Batalha de Adrianópolis, na qual o imperador Valente também morreu. A derrota em Adrianópolis foi chocante para os romanos e os forçou a negociar e assentar os visigodos dentro das fronteiras do Império, onde se tornariam federados semi-independentes sob o comando de seus próprios líderes.

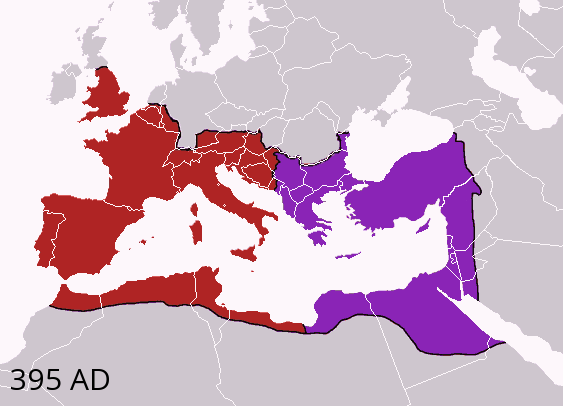
A divisão do Império após a morte de Teodósio I, c. 395, sobreposto nas fronteiras modernas
Corte ocidental sob Honório
Corte oriental sob Arcádio

Mais do que no Oriente, também houve oposição à política de cristianização dos imperadores na parte ocidental do império. Em 379, o filho e sucessor de Valentiniano I, Graciano, se recusou a usar o manto do pontífice máximo e, em 382, ele rescindiu os direitos dos sacerdotes pagãos e removeu o Altar da Vitória da Cúria Romana, uma decisão que causou insatisfação entre a aristocracia tradicionalmente pagã de Roma. Teodósio I mais tarde decretou o Édito de Tessalônica, que proibia todas as religiões, exceto o cristianismo.
A situação política era instável. Em 383, um poderoso e popular general chamado Magno Máximo tomou o poder no Ocidente e forçou o meio-irmão de Graciano, Valentiniano II, a fugir para o Oriente em busca de ajuda; em uma guerra civil destrutiva, o imperador oriental Teodósio I o devolveu ao poder. Em 392, o mestre dos soldados franco e pagão Arbogasto assassinou Valentiniano II e proclamou um obscuro senador chamado Eugênio como imperador. Em 394, as forças das duas metades do Império voltaram a colidir com grande perda de vidas. Novamente Teodósio I venceu e governou brevemente um império unido até sua morte em 395. Ele foi o último imperador a governar ambas as partes do Império Romano antes do Ocidente se fragmentar e entrar em colapso.
Arcádio, o filho mais velho de Teodósio I, herdou a metade oriental, enquanto o jovem Honório ficou com a metade ocidental. No entanto, ambos ainda eram menores de idade e nenhum deles era capaz de governar com eficácia. Honório foi colocado sob a tutela do mestre dos soldados meio romano e meio bárbaro Estilicão, enquanto Rufino se tornou o poder por trás do trono oriental. Rufino e Estilicão eram rivais e suas divergências seriam exploradas pelo líder gótico Alarico I, que novamente se rebelou em 408 após o massacre feito por legiões romanas contra milhares de famílias bárbaras que estavam tentando se assimilar ao Império Romano.
Nenhuma metade do império conseguiu reunir forças suficientes para subjugar os homens de Alarico e ambas tentaram usar o líder bárbaro contra a outra metade. O próprio Alarico tentou estabelecer uma base oficial e territorial de longo prazo, mas nunca foi capaz de fazê-lo. Estilicão tentou defender a Itália e deixar os invasores godos sob controle, mas para fazer isso ele despojou as tropas da fronteira do Reno e os vândalos, alanos e suevos invadiram a Gália em grandes números no ano 406. Estilicão foi vítima de intrigas judiciais e foi morto em 408. Enquanto o Oriente começou uma lenta recuperação e consolidação, o Ocidente começou a entrar em colapso total. Os homens de Alarico saquearam Roma em 410, a primeira vez em 800 anos que a cidade foi invadida por um inimigo estrangeiro.

## História

### Reinado de Honório

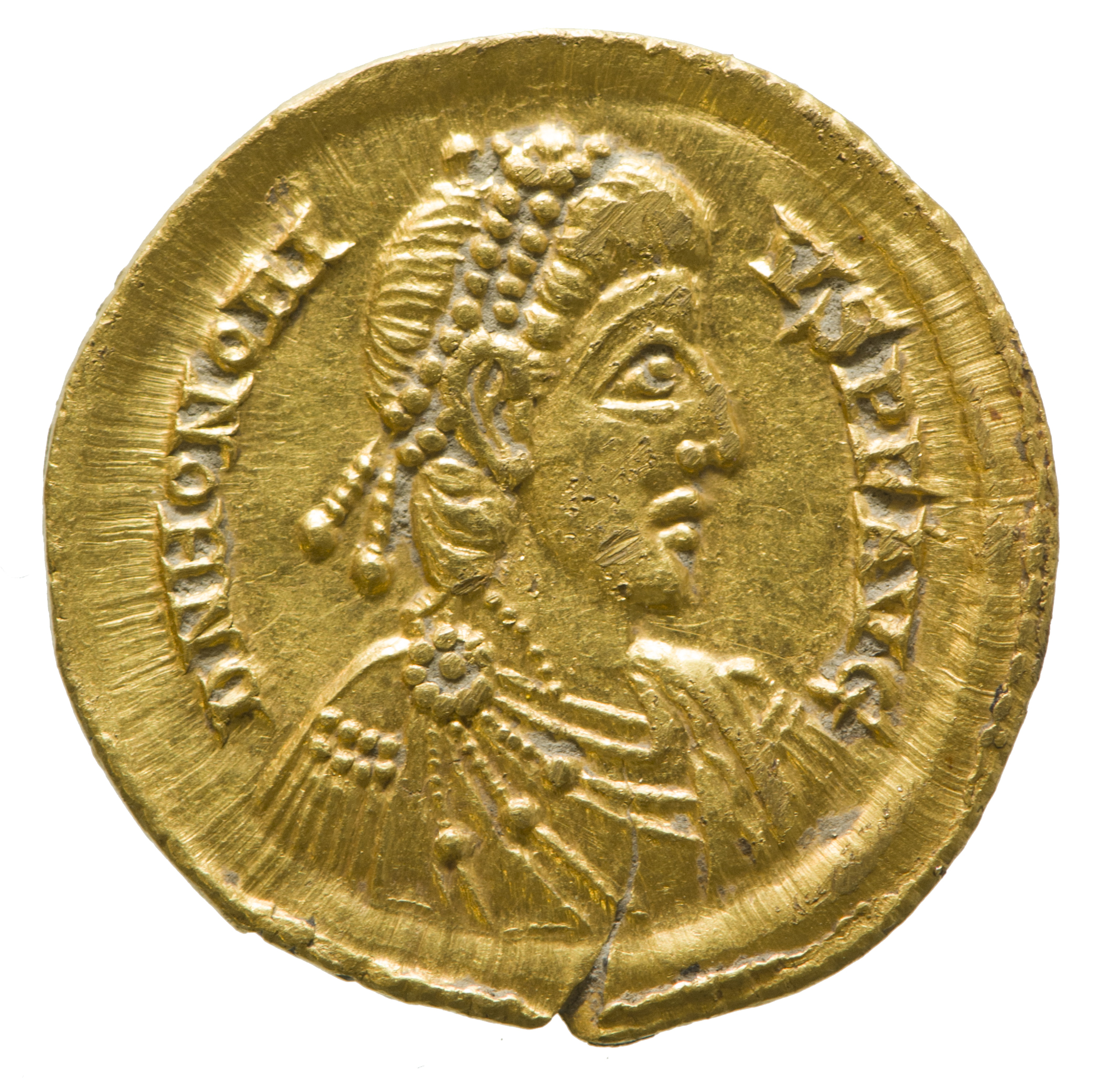
Soldo do imperador Honório

Honório, o filho mais novo de Teodósio I, foi declarado Augusto (e, como tal, coimperador com seu pai) em 23 de janeiro de 393. Após a morte de Teodósio, Honório herdou o trono do Ocidente aos dez anos de idade, enquanto seu irmão mais velho Arcádio herdou o Oriente. A capital ocidental era inicialmente Mediolano, como havia sido durante as divisões anteriores, mas foi transferida para Ravena em 402 com a entrada do rei visigodo Alarico I na Itália. Ravena, protegida por pântanos abundantes e fortificações robustas, era muito mais fácil de defender e tinha fácil acesso à frota do Império do Oriente, mas tornava mais difícil para os militares romanos defenderem as partes centrais da Itália das frequentes incursões bárbaras. Ravena permaneceria como a capital ocidental por 74 anos até a deposição de Rômulo Augusto e mais tarde seria a capital tanto do Reino Ostrogótico quanto do Exarcado de Ravena.
Apesar da capital ter sido transferida, o poder econômico permaneceu focado em Roma e em sua rica aristocracia senatorial que dominava grande parte da Itália e da África em particular. Depois que o imperador Galiano baniu os senadores dos comandos do exército em meados do século III, a elite senatorial perdeu toda a experiência – e interesse na – vida militar. No início do século V, a rica elite de proprietários de terras do Senado Romano proibiu amplamente seus inquilinos do serviço militar, mas também se recusou a aprovar financiamento para manter um exército mercenário suficientemente poderoso para defender todo o Império do Ocidente. A área militar mais importante do Ocidente era o norte da Gália e a fronteira do Reno no século IV, quando Augusta dos Tréveros (atual Tréveris) frequentemente servia como uma espécie de capital militar para o Império. Muitos dos principais generais ocidentais eram bárbaros nesse período.
O reinado de Honório foi, mesmo para os padrões romanos ocidentais, caótico e atormentado por lutas internas e externas. Os federados visigóticos sob o comando de Alarico, mestre dos soldados na Ilíria, rebelaram-se no ano 395. Gildão, o conde da África e o mestre dos exércitos da África (Magister utriusque militiae per Africam), rebelou-se em 397 e deu início à Guerra Gildônica. Estilicão conseguiu subjugar Gildão, mas estava em campanha em Récia quando os visigodos entraram na Itália em 402. Estilicão, correndo de volta para ajudar na defesa da Itália, convocou legiões na Gália e na Grã-Bretanha com as quais conseguiu derrotar Alarico duas vezes antes de concordar em permiti-lo recuar de volta para a Ilíria.

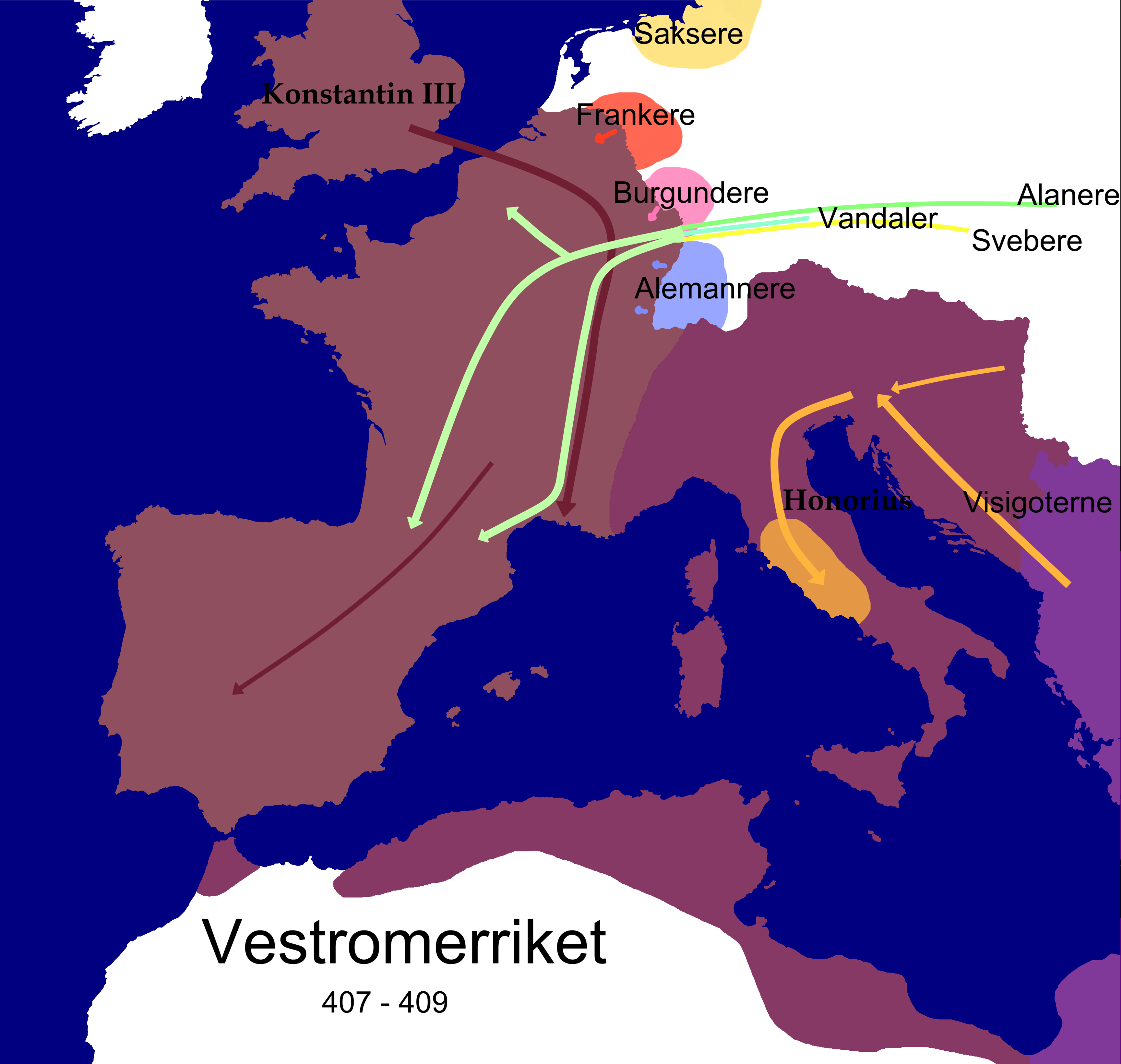
Invasões bárbaras e a invasão do usurpador Constantino III no Império Romano do Ocidente durante o reinado de Honório 407–409

O enfraquecimento das fronteiras na Grã-Bretanha e na Gália teve consequências terríveis para o império. Como o governo imperial não estava fornecendo a proteção militar que as províncias do norte esperavam e precisavam, vários usurpadores surgiram na Grã-Bretanha, como Marco (406–407), Graciano (407) e Constantino III, que invadiu a Gália em 407. A Grã-Bretanha foi abandonada pelos romanos no ano 410 devido à falta de recursos e à necessidade de cuidar de fronteiras mais importantes. O enfraquecimento da fronteira do Reno permitiu que várias tribos bárbaras, como vândalos, alanos e suevos, cruzassem o rio e entrassem no território romano em 406.
Honório foi convencido pelo ministro Olímpio que Estilicão estava conspirando para derrubá-lo e então prendeu e executou Estilicão em 408. Olímpio liderou uma conspiração que orquestrou a morte de indivíduos importantes relacionados à facção de Estilicão, incluindo seu filho e os famílias de muitas de suas tropas federadas. Isso levou muitos dos soldados a se juntarem a Alarico, que retornou à Itália em 409 e encontrou pouca oposição. Apesar das tentativas de Honório de chegar a um acordo e de seis legiões de soldados romanos orientais terem sido enviadas para apoiá-lo, as negociações entre Alarico e Honório foram interrompidas em 410 e Alarico saqueou a cidade de Roma. Embora o saque tenha sido relativamente leve e Roma não fosse mais a capital nem mesmo do Império do Ocidente, o evento chocou as pessoas em ambas as metades do Império, pois esta era a primeira vez que Roma (vista como o coração simbólico do Império) caia para um inimigo estrangeiro desde as invasões gaulesas do século IV a.C.. O imperador romano oriental Teodósio II, o sucessor de Arcádio, declarou três dias de luto em Constantinopla.

O Império Romano do Ocidente em 418, após o abandono da Britânia e o estabelecimento dos visigodos, burgúndios e suevos dentro do território imperial como foederati

Sem Estilicão e após o saque de Roma, o reinado de Honório tornou-se mais caótico. O usurpador Constantino III despojou a Bretanha romana de suas defesas quando cruzou para a Gália em 407, deixando a população romanizada sujeita a invasões, primeiro pelos pictos e depois pelos saxões, anglos e jutos, que começaram a se estabelecer permanentemente na região a partir de cerca do ano 440. Depois que Honório aceitou Constantino como coimperador, o general de Constantino na Hispânia, Gerôncio, proclamou Máximo como imperador. Com a ajuda do general Constâncio, Honório derrotou Gerôncio e Máximo em 411 e logo depois capturou e executou Constantino III. Com Constâncio de volta à Itália, o senador galo-romano Jovino se revoltou após se proclamar imperador, com o apoio da nobreza gaulesa e dos bárbaros burgúndios e alanos. Honório recorreu aos visigodos sob o comando do rei Ataulfo em busca de apoio. Ataulfo derrotou e executou Jovino e seu proclamado coimperador Sebastiano em 413, na mesma época em que outro usurpador surgiu na África, Heracliano, que tentou invadir a Itália, mas falhou e recuou para Cartago, onde foi morto.
Com a retirada das legiões romanas, o norte da Gália tornou-se cada vez mais sujeito à influência dos francos, que naturalmente adotaram um papel de liderança na região. Em 418, Honório concedeu o sudoeste da Gália (Gallia Aquitania) aos visigodos como uma federação de vassalos. Honório removeu os governadores imperiais locais, deixando os visigodos e os habitantes romanos da província cuidando de seus próprios assuntos. Como tal, o primeiro dos "reinos bárbaros", o Reino Visigótico, foi formado.

### Invasões bárbaras

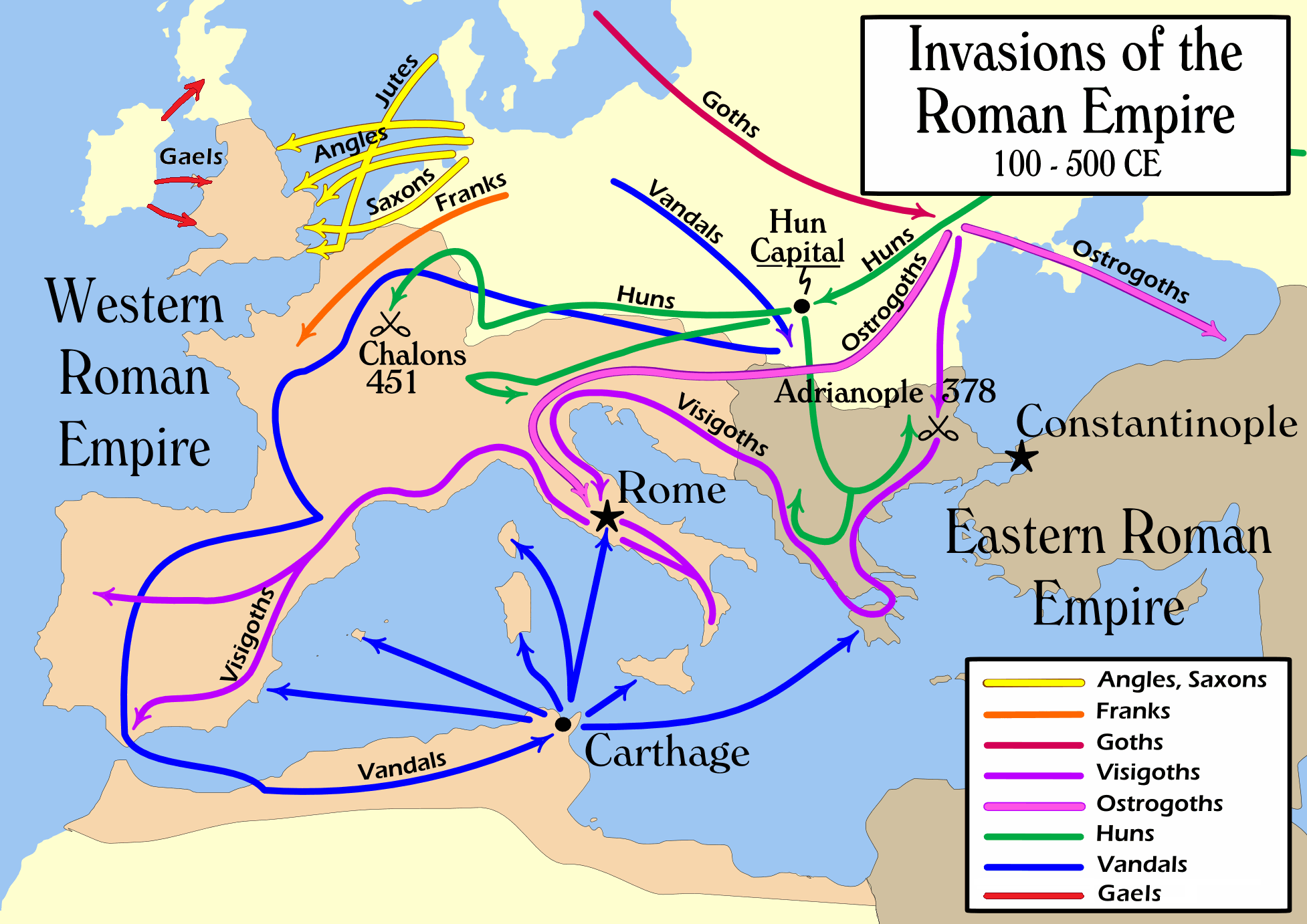
Invasões bárbaras no Império Romano entre os anos 100 e 500

A morte de Honório em 423 foi seguida por turbulência política até que o governo romano oriental instalou Valentiniano III como imperador ocidental em Ravena pela força das armas, com Gala Placídia atuando como regente durante a minoria de seu filho. Teodósio II, o imperador oriental, hesitou em anunciar a morte de Honório e, no interregno que se seguiu, João foi nomeado imperador ocidental. O "governo" dele foi curto e as forças do Oriente o derrotaram e executaram em 425.
Depois de uma luta violenta com vários rivais, e contra a vontade de Placídia, Aécio ascendeu ao posto de mestre dos soldados. Aécio foi capaz de estabilizar de alguma forma a situação militar do Império do Ocidente, contando fortemente com seus aliados hunos. Com a ajuda deles, Aécio empreendeu extensas campanhas na Gália, derrotando os visigodos em 437 e 438, mas sofrendo uma derrota em 439, encerrando o conflito em um status quo ante bellum com um tratado.
Enquanto isso, a pressão dos visigodos e uma rebelião de Bonifácio, o governador da África, induziram os vândalos sob o comando do rei Genserico a cruzar da Hispânia para Tingitana no que hoje é o Marrocos em 429. Eles pararam temporariamente na Numídia em 435 antes de se moverem para o leste. Com Aécio ocupado na Gália, o governo romano ocidental nada pôde fazer para evitar que os vândalos conquistassem as ricas províncias africanas, culminando com a queda de Cartago em 19 de outubro de 439 e no estabelecimento do Reino Vândalo. Nos anos 400, a Itália e a própria Roma eram dependentes dos impostos e alimentos dessas províncias, o que levou a uma crise econômica. Com as frotas de vândalos se tornando um perigo crescente para o comércio marítimo romano e as costas e ilhas do Mediterrâneo ocidental e central, Aécio coordenou um contra-ataque contra os vândalos em 440, organizando um grande exército na Sicília.

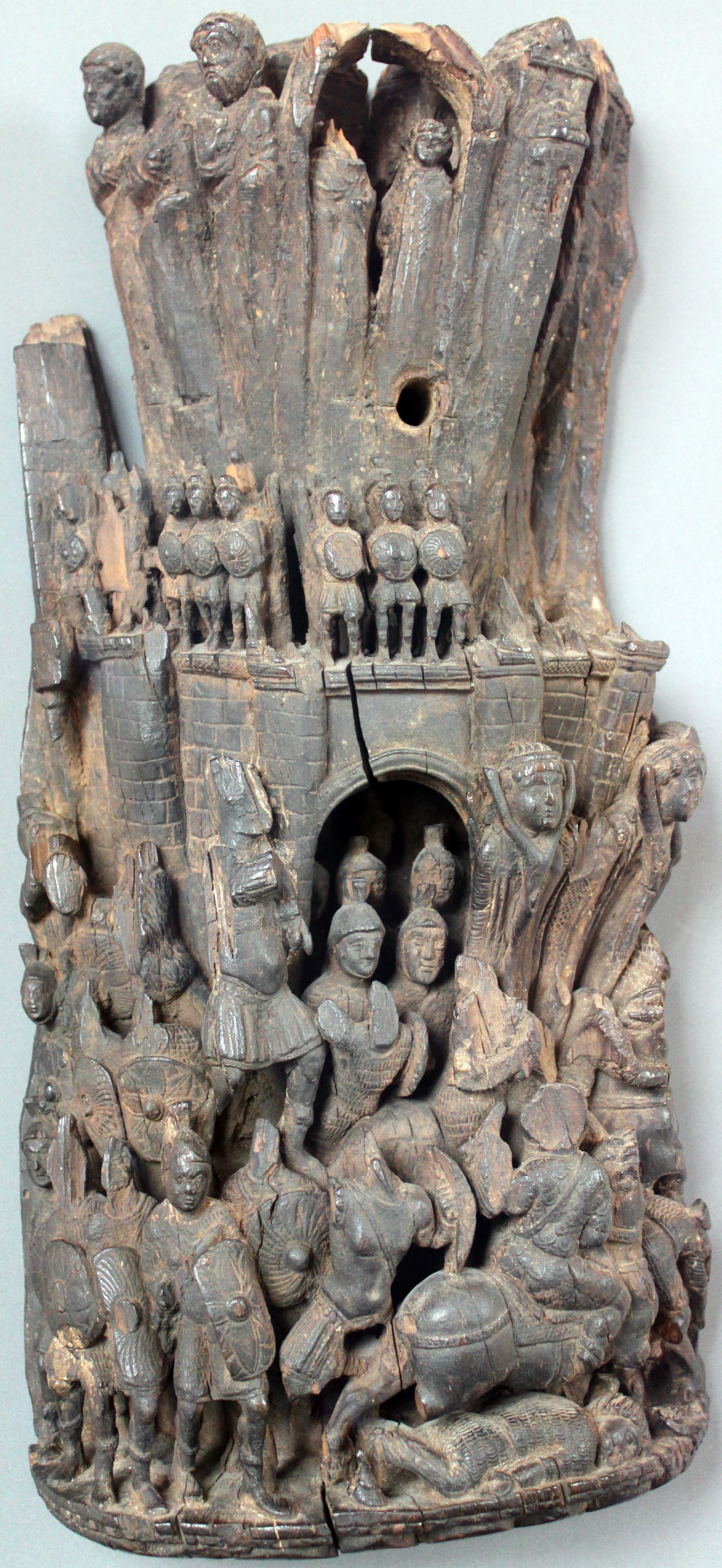
Relevo em madeira retratando a libertação de uma cidade sitiada por uma força inimiga. Império Romano do Ocidente, início do século V

No entanto, os planos de retomada da África tiveram que ser abandonados devido à necessidade imediata de combater os invasores hunos, que em 444 estavam unidos sob o comando do ambicioso rei Átila. Voltando-se contra seu antigo aliado, os hunos se tornaram uma ameaça formidável para o Império. Aécio transferiu suas forças para o Danúbio, embora Átila se concentrasse em invadir as províncias romanas orientais nos Bálcãs, proporcionando alívio temporário ao Império do Ocidente. Em 449, Átila recebeu uma mensagem de Honória, irmã de Valentiniano III, oferecendo-lhe metade do Império do Ocidente se ele a salvasse de um casamento indesejado ao qual seu irmão a estava forçando. Com o pretexto de invadir o Ocidente, Átila garantiu a paz com a corte oriental e cruzou o Reno no início de 451. Com Átila causando estragos na Gália, Aécio reuniu uma coalizão de forças romanas e germânicas, incluindo visigodos e burgúndios e evitou que os hunos tomassem a cidade de Aurelianum, forçando-os a recuar. Na Batalha dos Campos Cataláunicos, a coalizão romano-germânica se reuniu e derrotou as forças dos hunos, embora Átila tenha escapado.
Átila se reagrupou e invadiu a Itália em 452. Como Aécio não tinha forças suficientes para atacá-lo, o caminho para Roma estava aberto. Valentiniano enviou o Papa Leão I e dois senadores importantes para negociar com Átila. Essa iniciativa diplomática, combinada com uma praga entre as tropas de Átila, a ameaça de fome e a notícia de que o imperador oriental Marciano havia lançado um ataque às terras natais dos hunos ao longo do Danúbio, forçaram Átila a voltar e deixar a Itália. Quando Átila morreu inesperadamente em 453, a luta pelo poder que eclodiu entre seus filhos acabou com a ameaça representada pelos hunos.

### Agitação interna e Majoriano

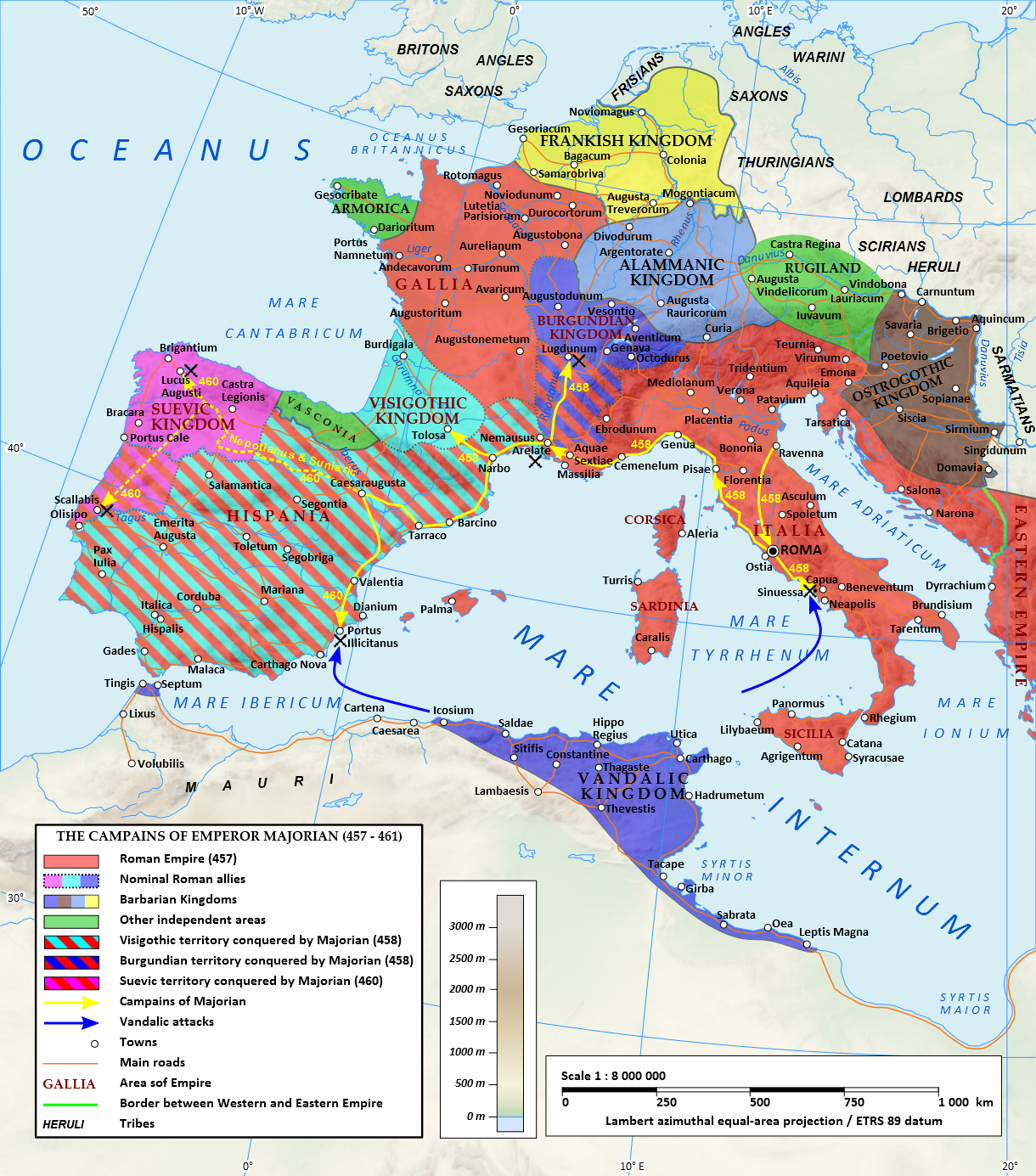
O Império Romano do Ocidente durante o reinado de Majoriano em 460. Durante seu reinado de quatro anos, de 457 a 461, Majorianp restaurou a autoridade romana ocidental na Hispânia e na maior parte da Gália. Apesar de suas realizações, o domínio romano no ocidente duraria menos de mais duas décadas

Valentiniano III foi intimidado por Aécio e foi encorajado pelo senador romano Petrônio Máximo e pelo camareiro Heráclio a assassiná-lo. Quando Aécio estava no tribunal em Ravena entregando uma conta financeira, Valentiniano de repente saltou de sua cadeira e declarou que não seria mais vítima das depravações bêbadas de Aécio, que tentou se defender das críticas. Valentiniano, no entanto, desembainhou a espada e atingiu Aécio, que estava desarmado, na cabeça, matando-o na hora. Em 16 de março do ano seguinte, o próprio Valentiniano foi morto por partidários do general morto, possivelmente agindo em nome de Petrônio Máximo. Com o fim da dinastia Teodósia, Petrônio Máximo proclamou-se imperador durante o período de agitação que se seguiu.
Petrônio não foi capaz de assumir o controle efetivo de um império significativamente enfraquecido e instável. Ele rompeu o noivado entre Hunerico, filho do rei vândalo Genserico, e Eudóxia, filha de Valentiniano III. Isso foi visto como uma causa justa de guerra pelo rei Genserico, que zarpou para atacar Roma. Petrônio e seus apoiadores tentaram fugir da cidade ao ver os vândalos se aproximando, apenas para serem apedrejados até a morte por uma multidão romana. Petrônio reinou apenas 11 semanas.  Com os vândalos nos portões, o Papa Leão I solicitou que o rei não destruísse a cidade antiga ou assassinasse seus habitantes, o que Gaiserico concordou e os portões da cidade foram abertos para ele. Apesar de cumprir sua promessa, Gaiserico roubou grandes quantidades de tesouros e danificou objetos de importância cultural, como o Templo de Júpiter Ótimo Máximo . A gravidade do saque vândalo de 455 é contestada, embora com os vândalos saqueando a cidade por quatorze dias inteiros em oposição ao saque visigótico de 410, onde os visigodos passaram apenas três dias na cidade, foi provavelmente mais meticuloso. 
Ávito, um general proeminente de Petrônio, foi proclamado imperador pelo rei visigodo Teodorico II e aceito como tal pelo Senado Romano. Embora apoiado pelas províncias gaulesas e pelos visigodos, Ávito era malvisto na Itália devido à contínua escassez de alimentos causada pelo controle vândalo das rotas de comércio e por usar uma guarda imperial visigótica. Ele dissolveu a guarda devido à pressão popular e o general suevo Ricímero aproveitou para depor Ávito, contando com o descontentamento popular. Após a deposição de Ávito, o imperador oriental Leão I não selecionou um novo Augusto ocidental. O proeminente general Majoriano derrotou uma força invasora de alamanos e foi posteriormente proclamado imperador ocidental pelo exército e eventualmente aceito como tal por Leão.
Majoriano foi o último imperador ocidental a tentar recuperar o império com suas próprias forças militares. Para se preparar, Majoriano fortaleceu significativamente o exército romano ocidental ao recrutar um grande número de mercenários bárbaros, entre eles os gépidas, rúgios, ostrogodos, burgúndios, hunos, bastarnas, suevos, citas e alanos, e construiu duas frotas, uma em Ravenna, para combater a forte frota vândala. Majoriano liderou pessoalmente o exército para travar a guerra na Gália, deixando Ricímero na Itália. As províncias gaulesas e o reino visigótico se rebelaram após a deposição de Avito, recusando-se a reconhecer Majoriano como imperador legítimo. Na Batalha de Arelate, Majoriano derrotou decisivamente os visigodos sob o comando de Teodorico II e os forçou a renunciar às suas grandes conquistas na Hispânia e retornar ao status de federados. Majoriano então entrou no vale do Ródano, onde derrotou os burgúndios e reconquistou a cidade rebelde de Lugduno. Com a Gália de volta ao controle romano, Majoriano voltou seus olhos para os vândalos e a África. Não apenas os vândalos representavam um perigo constante para o litoral da Itália e o comércio no Mediterrâneo, como também a província que governavam era economicamente vital para a sobrevivência do Ocidente. Majoriano iniciou uma campanha para reconquistar totalmente a Hispânia para usá-la como base para a reconquista da África. Ao longo de 459, Majoriano fez campanha contra os suevos no noroeste da Hispânia.
Os vândalos começaram a temer cada vez mais uma invasão romana. O rei Genserico tentou negociar a paz com Majoriano, que rejeitou a proposta. Após isso, Genserico devastou a Mauritânia, parte de seu próprio reino, temendo que o exército romano chegasse ali. Tendo recuperado o controle da Hispânia, Majoriano pretendia usar sua frota em Cartaginense para atacar os vândalos. Antes que ele pudesse fazer isso, a frota foi destruída, supostamente por traidores pagos pelos vândalos. Privado de sua frota, Majoriano teve que cancelar seu ataque aos vândalos e concluir a paz com Genserico. Ao dissolver as suas forças bárbaras, Majoriano pretendia retornar a Roma e promover reformas, parando em Arelate no caminho. Lá, Ricímero depôs e prendeu-o em 461, tendo reunido significativa oposição aristocrática contra Majoriano. Após cinco dias de espancamentos e torturas, Majoriano foi decapitado perto do rio Iria.

### Colapso

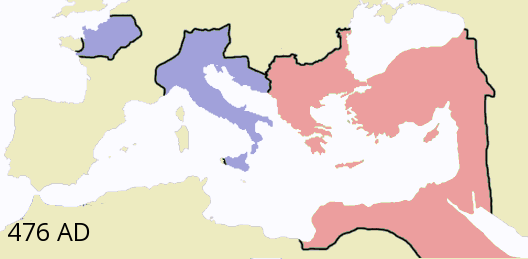
O Império Romano do Ocidente e do Oriente em 476

O colapso final do Império no Ocidente foi marcado por imperadores fantoches cada vez mais ineficazes, dominados por seus mestres dos soldados. O exemplo mais agudo disso é Ricímero, que efetivamente se tornou um "imperador sombra" após as deposições de Avito e Majoriano. Incapaz de assumir o trono devido à sua herança bárbara, Ricímero nomeou uma série de imperadores fantoches que pouco podiam fazer para impedir o colapso da autoridade romana e a perda dos territórios reconquistados por Majoriano. O primeiro desses imperadores fantoches, Líbio Severo, não teve reconhecimento fora da Itália, com o imperador oriental Leão I e os governadores provinciais da Gália e da Ilíria recusando-se a reconhecê-lo.
Severo morreu em 465 e Leão I, com o consentimento de Ricímero, nomeou o capaz general oriental Antêmio como imperador ocidental após um interregno de dezoito meses. A relação entre Antêmio e o Oriente era boa e ele foi o último imperador ocidental registrado em uma lei oriental, sendo que as duas cortes romanas chegaram a realizar uma operação conjunta para retomar a África dos vândalos, culminando na desastrosa Batalha do Cabo Bon em 468. Além disso, Antêmio conduziu campanhas fracassadas contra os visigodos, na esperança de interromper sua expansão.
O julgamento e a execução subsequente de Romano, um senador italiano e amigo de Ricímero, sob a alegação de traição em 470, tornou Ricímero hostil a Antêmio. Após dois anos de mal-estar, Ricímero depôs e matou Antêmio em 472, elevando Olíbrio ao trono ocidental. Durante o breve reinado de Olíbrio, Ricímero morreu e seu sobrinho Gundebaldo o sucedeu como mestre dos soldados. Após apenas sete meses de governo, Olíbrio morreu de hidropisia. Gundebaldo elevou Glicério a imperador ocidental. O Império do Oriente rejeitou Olíbrio e Glicério e apoiou um candidato próprio, Júlio Nepos, mestre dos soldados na Dalmácia. Com o apoio dos imperadores orientais Leão II e Zenão, Júlio Nepos cruzou o mar Adriático na primavera de 474 para depor Glicério. Com a chegada de Nepos na Itália, Glicério abdicou sem lutar e foi autorizado a viver sua vida como Bispo de Salona.
O breve governo de Nepos na Itália terminou em 475 quando Orestes, ex-secretário de Átila e mestre dos soldados de Júlio Nepos, assumiu o controle de Ravena e forçou Nepos a fugir de navio para a Dalmácia. Mais tarde, no mesmo ano, Orestes coroou seu próprio filho como imperador ocidental sob o nome de Rômulo Augusto, que, por sua vez, não foi reconhecido como imperador ocidental pela corte oriental, que sustentou que Nepos era o único imperador ocidental legítimo, reinando no exílio da Dalmácia.
Em 4 de setembro de 476, Odoacro, líder dos federados germânicos na Itália, capturou Ravena, matou Orestes e depôs Rômulo. Embora Rômulo tenha sido deposto, Nepos não voltou para a Itália e continuou a reinar como imperador ocidental da Dalmácia, com o apoio de Constantinopla. Odoacro proclamou-se governante da Itália e começou a negociar com o imperador oriental Zenão, que finalmente concedeu a Odoacro o estatuto de patrício como reconhecimento de sua autoridade e o aceitou como seu vice-rei da Itália. Zenão, no entanto, insistiu que Odoacro deveria homenagear Júlio Nepos como imperador do Império do Ocidente. Odoacro aceitou essa condição e emitiu moedas em nome de Júlio Nepos em toda a Itália. Isso, no entanto, foi principalmente um gesto político vazio, já que Odoacro nunca devolveu qualquer poder real ou territórios para Nepos. O assassinato de Nepos em 480 levou Odoacro a invadir a Dalmácia, anexando-a ao seu Reino da Itália.

### Queda do Império

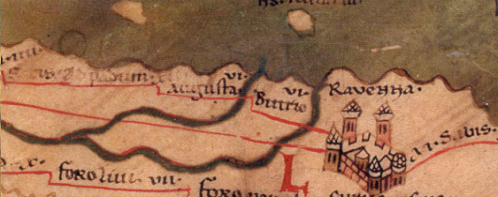
A cidade de Ravena, capital romana ocidental, na Tabula Peutingeriana, um mapa medieval do século XIII, possivelmente copiado de um original romano do século IV ou V

Por convenção, considera-se que o Império Romano do Ocidente terminou em 4 de setembro de 476, quando Odoacro depôs Rômulo Augusto, mas o registro histórico questiona essa determinação. Na verdade, a deposição de Rômulo Augusto recebeu muito pouca atenção na época em que aconteceu. Rômulo era um usurpador aos olhos do Império Romano do Oriente e dos territórios remanescentes do controle romano ocidental fora da Itália, com o imperador anterior Júlio Nepos ainda vivo e afirmando governar o Império do Ocidente a partir da Dalmácia. Além disso, a corte ocidental carecia de poder verdadeiro e havia estado sujeita aos aristocratas germânicos por décadas, com a maior parte de seu território legal sob o controle de vários reinos bárbaros. Com Odoacro reconhecendo Júlio Nepos e, mais tarde, o imperador oriental Zenão, como seu soberano, o controle romano nominal continuou na Itália. Siágrio, que havia conseguido preservar a soberania romana em um enclave no norte da Gália (hoje conhecido como Reino de Soissons), também reconheceu Nepos como seu soberano e legítimo imperador ocidental.
A autoridade de Júlio Nepos como imperador foi aceita não apenas por Odoacro na Itália, mas pelo Império do Oriente e por Siágrio na Gália (que não havia reconhecido Rômulo Augusto). Nepos foi assassinado por seus próprios soldados em 480, uma conspiração que alguns atribuem a Odoacro ou ao imperador deposto Glicério e o imperador oriental Zenão optou por não nomear um novo imperador ocidental. Zenão, reconhecendo que nenhum verdadeiro controle romano permanecia sobre os territórios legalmente governados pela corte ocidental, em vez disso, optou por abolir a divisão jurídica da posição de imperador e declarou-se o único imperador do Império Romano. Zenão se tornou o primeiro único imperador romano desde a divisão após a morte de Teodósio I, 85 anos antes, e o cargo de imperador nunca mais seria dividido. Como tal, os imperadores romanos (orientais) após 480 são os sucessores dos ocidentais, embora apenas no sentido jurídico. Esses imperadores continuariam a governar o Império Romano até a queda de Constantinopla em 1453, quase mil anos depois. Como 480 marca o fim da divisão jurídica do império em duas cortes imperiais, alguns historiadores referem-se à morte de Nepos e à abolição do Império do Ocidente por Zenão como o fim do Império Romano do Ocidente.
Apesar da queda ou abolição do Império do Ocidente, muitos dos novos reis da Europa Ocidental continuaram a operar firmemente dentro de uma estrutura administrativa romana. Isso é especialmente verdadeiro no caso dos ostrogodos, que passaram a governar a Itália depois de Odoacro. Eles continuaram a usar os sistemas administrativos do reino de Odoacro, que essencialmente eram os mesmos do Império Romano do Ocidente, e os cargos administrativos continuaram a ser ocupados exclusivamente por romanos. O Senado continuou a funcionar como sempre e as leis do Império eram reconhecidas como legítimas para a população romana, embora os godos fossem governados por suas próprias leis tradicionais. As instituições administrativas romanas ocidentais, em particular as da Itália, continuaram a ser usadas durante o domínio "bárbaro" e depois que as forças do Império Romano do Oriente reconquistaram alguns dos territórios. Alguns historiadores, portanto, referem-se às reorganizações da Itália e à abolição das antigas e separadas unidades administrativas romanas ocidentais, como a prefeitura pretoriana da Itália, durante o século VI como a "verdadeira" queda do Império Romano do Ocidente.
As tradições culturais romanas continuaram em todo o território do Império do Ocidente por muito tempo depois de seu desaparecimento e uma escola de pensamento recente argumenta que as grandes mudanças políticas podem ser descritas com mais precisão como uma transformação cultural complexa, em vez de uma "queda".

### Consequências políticas

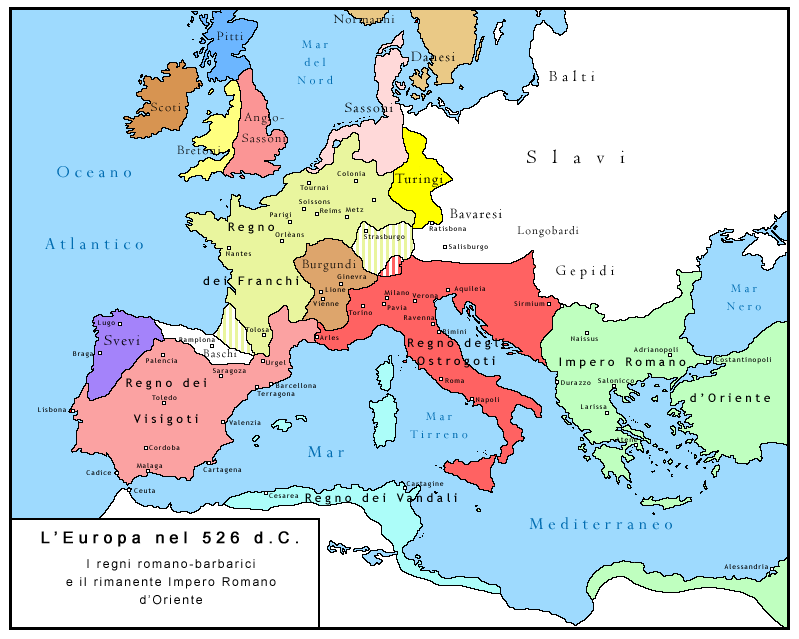
Mapa dos reinos bárbaros do Mediterrâneo ocidental em 526, sete anos antes das campanhas de reconquista sob o imperador oriental Justiniano I
Império Romano sob Justiniano
Reino Vândalo
Reino Ostrogótico da Itália
Reino Visigótico
Reino Franco

Após a queda do Império Romano do Ocidente, os reinos germânicos, frequentemente chamados de "reinos bárbaros", fundados durante seu colapso continuaram a crescer e prosperar. Seus primórdios, juntamente com o fim do Império Romano do Ocidente, marcam a transição da Antiguidade Tardia para a Idade Média. As práticas dos reinos bárbaros substituíram gradualmente as antigas instituições romanas, especificamente nas prefeituras pretorianas da Gália e da Itália, durante os séculos VI e VII. Em muitos lugares, as instituições romanas entraram em colapso junto com a estabilidade econômica. Em algumas regiões, notadamente na Gália e na Itália, o assentamento de bárbaros em antigas terras romanas parecem ter causado relativamente pouca perturbação, com governantes bárbaros usando e modificando os sistemas romanos já existentes. Os reinos germânicos na Itália, Hispânia e Gália continuaram a reconhecer o imperador em Constantinopla como um soberano nominal, os visigodos cunharam moedas em seus nomes até o reinado de Justiniano I no século VI.

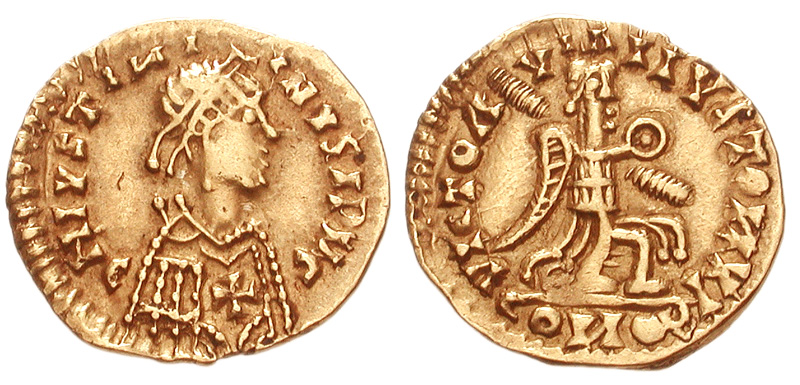
Moeda visigótica do século VI, cunhada em nome do imperador Justiniano I

Alguns territórios sob controle romano direto continuaram a existir no Ocidente mesmo depois de 480. O Reino de Soissons, um Estado remanescente no norte da Gália governado por Siágrio, sobreviveu até 486, quando foi conquistado pelos francos sob o comando do rei Clóvis I após a Batalha de Soissons. Siágrio era conhecido como o "Rei dos Romanos" pelos povos germânicos da região e repetidamente afirmou que estava apenas governando uma província romana, não um reino independente. No governo de Clóvis I, entre 480 a 511, os francos viriam a se desenvolver em uma grande potência regional. Após a conquista de Soissons, os francos derrotaram os alamanos em 504 e conquistaram todo o território visigótico ao norte dos Pirenéus, exceto a Septimânia em 507. As relações entre os francos e o Império do Oriente parecem ter sido positivas, com o imperador Anastácio concedendo a Clóvis o título de cônsul após sua vitória contra os visigodos. Na época de sua dissolução nos anos 800, o reino franco durou muito mais tempo do que os outros reinos bárbaros do período de migração. Seus sucessores divididos se desenvolveriam nos Estados medievais da França (inicialmente conhecido como Frância Ocidental) e a Germânia (inicialmente conhecido como Frância Oriental).
Um reino mouro-romano sobreviveu na província de Mauritânia Cesariense até o início do século VIII. Uma inscrição em uma fortificação na cidade em ruínas de Altava do ano 508 identifica um homem chamado Masuna como o rei do "Reino dos Mauros e Romanos" (Regnum Maurorum et Romanarum). É possível que Masuna seja o mesmo homem que "Massonas" que se aliou às forças do Império Romano do Oriente contra os vândalos em 535. Este reino foi derrotado pelo mestre de soldados romano oriental Genádio em 578 e seus territórios costeiros foram incorporados ao Império mais uma vez.

#### Itália germânica

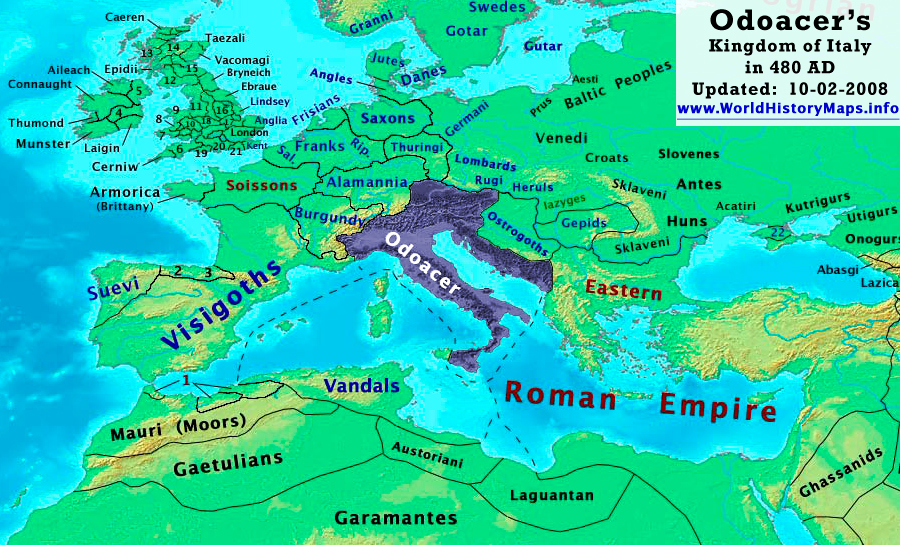
Itália de Odoacro em 480, após a anexação da Dalmácia

A deposição de Rômulo Augusto e a ascensão de Odoacro como governante da Itália em 476 receberam muito pouca atenção na época. No geral, muito pouco mudou para as pessoas; ainda havia um imperador romano em Constantinopla a quem Odoacro se subordinava. O interregno já havia sido experimentado várias vezes ao longo da história do Ocidente e a deposição de Rômulo Augusto não foi nada fora do comum. Odoacro via seu governo como inteiramente dentro da tradição do Império Romano, não muito diferente do de Ricímero, e ele efetivamente governava como um "governador" imperial da Itália e até recebeu o título de patrício. Odoacro governou usando os sistemas administrativos romanos já existentes e continuou a cunhar moedas com o nome e o retrato de Júlio Nepos até 480 e mais tarde com o nome e o retrato do Augusto oriental, em vez de em seu próprio nome.
Quando Nepos foi assassinado na Dalmácia em 480, Odoacro assumiu o dever de perseguir e executar os assassinos e estabelecer seu próprio governo na Dalmácia ao mesmo tempo. Odoacro estabeleceu seu poder com o apoio leal do Senado Romano, um corpo legislativo que continuou a existir mesmo sem um imperador residindo na Itália. Na verdade, o Senado parece ter aumentado seu poder durante o governo de Odoacro. Pela primeira vez desde meados do século III, as moedas de cobre foram emitidas com a legenda SC (Senatus Consulto). Essas moedas foram copiadas por vândalos na África e também formaram a base da reforma monetária realizada pelo imperador Anastácio no Oriente.
Sob o comando de Odoacro, os cônsules ocidentais continuaram a ser nomeados como haviam sido sob o Império Romano do Ocidente e foram aceitos pela corte oriental, sendo o primeiro Cecina Décio Máximo Basílio em 480. Basilio foi nomeado prefeito pretoriano da Itália em 483, outra posição tradicional que continuou a existir sob Odoacro. Onze cônsules adicionais foram nomeados pelo Senado sob Odoacro de 480 a 493 e um outro prefeito pretoriano da Itália foi nomeado, Cecina Mavórcio Basílio Décio (486-493).

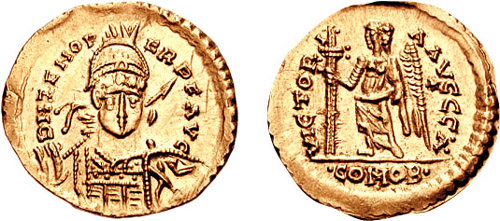
Soldo cunhado sob Odoacro com o nome e o retrato do imperador oriental Zenão

Embora Odoacro governasse como um governador romano teria governado e tenha se mantido como um subordinado ao Império restante, o imperador oriental Zenão começou a vê-lo cada vez mais como um rival. Assim, Zenão prometeu a Teodorico, o Grande dos ostrogodos, federados da corte oriental, o controle da Península Itálica se ele fosse capaz de derrotar Odoacro. Teodorico liderou os ostrogodos através dos Alpes Julianos até a Itália e derrotou Odoacro em batalha duas vezes em 489. Após quatro anos de hostilidades entre eles, John, o bispo de Ravena, foi capaz de negociar um tratado em 493 entre Odoacro e Teodorico pelo qual eles concordaram em governar Ravena e Itália conjuntamente. Teodorico entrou em Ravena no dia 5 de março e Odoacro morreu dez dias depois, morto por Teodorico depois de compartilhar uma refeição com ele.

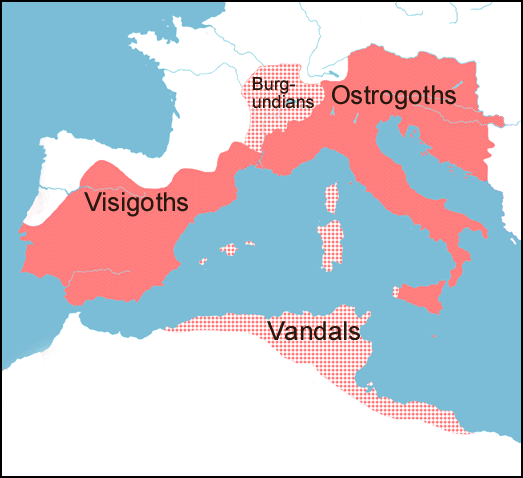
Mapa do reino de Teodorico, o Grande, no auge em 523, após a anexação das partes meridionais do Reino dos Burgúndios. Teodorico governou os reinos visigótico e ostrogótico e exerceu hegemonia sobre os burgúndios e os vândalos

Teodorico herdou o papel de Odoacro como vice-rei em exercício da Itália e ostensivamente um patrício e súdito do imperador em Constantinopla. Esta posição foi reconhecida pelo imperador Anastácio em 497, quatro anos depois que Teodorico derrotou Odoacro. Embora Teodorico agisse como um governante independente, ele preservou meticulosamente a aparência externa de sua posição subordinada. Teodorico continuou a usar os sistemas administrativos do reino de Odoacro, essencialmente os do Império Romano do Ocidente, e os cargos administrativos continuaram a ser ocupados exclusivamente por romanos. O Senado continuou a funcionar como sempre e as leis do Império eram reconhecidas como legítimas para a população romana, embora os godos fossem governados por suas próprias leis tradicionais. Como subordinado, Teodorico não tinha o direito de emitir suas próprias leis, apenas editais ou esclarecimentos. Entretando, o exército e os escritórios militares eram administrados exclusivamente pelos godos, que se estabeleceram em grande parte no norte da Itália.
Embora atuando como um subordinado nos assuntos internos, Teodorico agia de maneira cada vez mais independente em sua política externa. Buscando contrabalançar a influência do Império do Oriente, Teodorico casou suas filhas com o rei visigodo Alarico II e com o príncipe Sigismundo da Borgonha. Sua irmã Amalfrida foi casada com o rei vândalo Trasamundo e ele se casou com Audofleda, irmã do rei franco Clóvis I. Por meio dessas alianças e conflitos ocasionais, o território controlado por Teodorico no início do século VI quase constituiu um Império Romano do Ocidente restaurado. Governante da Itália desde 493, Teodorico tornou -se rei dos visigodos em 511 e exerceu hegemonia sobre os vândalos no norte da África entre 521 e 523. Como tal, seu governo se estendeu por todo o Mediterrâneo ocidental. A Regalia Imperial do Ocidente, alojada em Constantinopla desde a deposição de Rômulo Augusto em 476, foi devolvida a Ravena pelo imperador Anastácio em 497. Teodorico, agora imperador ocidental em tudo, exceto no nome, não podia, no entanto, assumir um título imperial, não apenas porque a noção de uma corte ocidental separada foi abolida, mas também devido à sua herança "bárbara", que, como a de Ricímero antes dele, o teria impedido de assumir o trono.
Com a morte de Teodorico em 526, sua rede de alianças começou a entrar em colapso. Os visigodos recuperaram a autonomia sob o rei Amalarico e as relações dos ostrogodos com os vândalos tornaram-se cada vez mais hostis sob o reinado de seu novo rei Atalarico, uma criança sob a regência de sua mãe Amalasunta. Após o colapso do controle de Teodorico do Mediterrâneo ocidental, o Reino Franco se tornou o mais poderoso dos reinos bárbaros, tendo assumido o controle da maior parte da Gália na ausência do governo romano.
Amalasunta continuou as políticas de conciliação entre os godos e romanos, apoiando o novo imperador oriental Justiniano I e permitindo-lhe usar a Sicília como ponto de partida durante a reconquista da África na Guerra Vândala. Com a morte de Atalarico em 534, Amalasunta coroou seu primo e único parente Teodato como rei, esperando por seu apoio. Em vez disso, Amalasunta foi presa e, embora Teodato tivesse garantido sua segurança ao imperador Justiniano, ela foi executada pouco depois. Isso serviu como um casus belli ideal para Justiniano, que se preparou para invadir e recuperar a península italiana para o Império Romano.

#### Reconquista imperial

O Império Romano do Oriente, ao reocupar algumas das terras do antigo Império Romano do Ocidente, ampliou seu território consideravelmente durante o reinado de Justiniano de 527 (vermelho) até 565 (laranja)

Com o imperador Zenão tendo reunificado juridicamente o Império em uma corte imperial, o restante do Império Romano do Oriente continuou a reivindicar as áreas anteriormente controladas pela corte ocidental ao longo da Antiguidade Tardia e da Idade Média. Embora as campanhas militares tivessem sido conduzidas pela corte ocidental antes de 476 com o objetivo de recapturar o território perdido, principalmente sob o comando de Majoriano, as reconquistas, se bem-sucedidas, foram apenas momentâneas. Foi como resultado das campanhas dos generais Belisário e Narses de 533 a 554, em nome do imperador Justiniano I, que as reconquistas duradouras das terras romanas foram testemunhadas.
Apesar de também sofrer incursões bárbaras, o Império do Oriente sobreviveu ao século V quase intacto. O Império Romano do Ocidente, menos urbanizado e menos povoado que o do Oriente, pode ter experimentado um declínio econômico em todo o colapso do Ocidente em algumas províncias. O sul da Itália, o norte da Gália (exceto para grandes vilas e cidades) e, em certa medida, a Hispânia e as áreas do Danúbio podem ter sofrido. O Oriente se saiu melhor economicamente, especialmente porque imperadores como Constantino, o Grande e Constâncio II, investiram pesadamente na economia oriental. Como resultado, o Império do Oriente podia pagar um grande número de soldados profissionais e aumentar seus exércitos com mercenários, enquanto o Império Romano do Ocidente não podia pagar na mesma medida. Mesmo depois de grandes derrotas, o Oriente pôde, embora não sem dificuldades, subornar seus inimigos com um resgate ou "dinheiro de proteção". Com mais de 300 mil soldados, o exército romano oriental de Justiniano I estava entre os mais poderosos do mundo na época.
Ao contrário dos visigodos e dos ostrogodos, os vândalos na África cunharam suas próprias moedas e eram independentes de facto e de jure, muitas vezes sendo inimigos dos impérios romanos do Ocidente e do Oriente. Com o rei vândalo pró-romano Hilderico sendo deposto por Gelimero em 530, Justiniano preparou uma expedição liderada por Belisário. Ele retomou rapidamente o Norte da África entre junho de 533 e março de 534, devolvendo a rica província ao domínio romano. Após a reconquista, Justiniano reintroduziu rapidamente as administrações romanas da província, estabelecendo uma nova Prefeitura Pretoriana da África e tomando medidas para diminuir a influência vândala, o que levou ao desaparecimento total do povo vândalo.
Após a execução da rainha ostrogoda pró-romana Amalasunta e a recusa do rei ostrogodo Teodato em renunciar ao controle da Itália, Justiniano ordenou que a expedição avançasse para reconquistar a Itália, antigo coração do Império. De 534 a 540, as forças romanas fizeram campanha na Itália e capturaram Ravena, a capital ostrogótica e antiga capital da Roma Ocidental, em 540. A resistência gótica reviveu sob o rei Tótila em 541. Eles foram finalmente derrotados após as campanhas do general romano Narses, que também repeliu invasões na Itália pelos francos e alamanos, embora algumas cidades no norte da Itália continuassem resistindo até a década de 560. Justiniano promulgou a Pragmática Sanção para reorganizar o governo da Itália e a província foi devolvida ao domínio romano. O fim do conflito deixou a Itália devastada e consideravelmente despovoada, o que, combinado com os efeitos desastrosos da Peste de Justiniano, tornou difícil mantê-la sob domínio imperial nos séculos seguintes.
Na época do colapso do Império do Ocidente em 476-480, os visigodos controlavam grandes áreas do sul da Gália, bem como a maior parte da Hispânia. Seu domínio aumentado havia sido parcialmente conquistado e parcialmente concedido a eles pelo imperador ocidental Avito nas décadas de 450–60. Justiniano empreendeu algumas campanhas limitadas contra eles, recuperando porções da costa sul da Península Ibérica. Aqui, a província de Espânia duraria até a década de 620, quando os visigodos sob comando do rei Suíntila reconquistaram a costa sul. Essas regiões permaneceram sob controle romano durante o reinado de Justiniano. Três anos após sua morte, os lombardos invadiram a Itália e conquistaram grandes partes da península devastada no final dos anos 500, estabelecendo o Reino Lombardo. Eles estavam em conflito constante com o Exarcado de Ravena, um governo estabelecido para substituir a antiga Prefeitura Pretoriana da Itália e impor o domínio romano na Itália. As partes mais ricas da província, incluindo as cidades de Roma e Ravena, permaneceram seguras nas mãos dos romanos sob o exarcado ao longo do século VII.

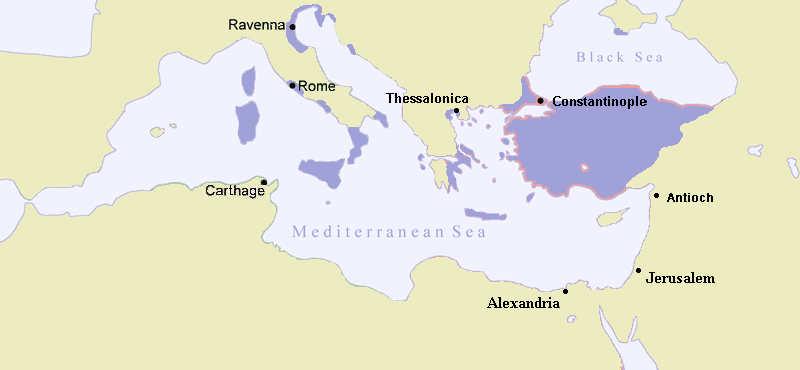
Mapa do Império Romano do Oriente no ano 717. Ao longo dos séculos VII e VIII, a expansão islâmica encerrou o domínio romano na África e, embora alguns bastiões do domínio romano permanecessem, a maior parte da Itália era controlada pelos lombardos

Embora outros imperadores orientais ocasionalmente tentassem fazer campanhas militares no Ocidente, nenhum teve tanto sucesso quanto Justiniano. Depois do ano 600, os eventos conspiraram para tirar as províncias ocidentais do controle de Constantinopla, com a atenção imperial voltada para as questões urgentes da guerra contra a Pérsia sassânida e, em seguida, a ascensão do Islã. Por um tempo, o Ocidente permaneceu importante, com o imperador Constante II governando a partir de Siracusa, na Sicília, um Império Romano que ainda se estendia do Norte da África ao Cáucaso na década de 660. Posteriormente, a atenção imperial diminuiu, com a própria Constantinopla sendo sitiada na década de 670, novas guerras com os árabes na década de 680 e, em seguida, um período de caos entre 695 e 717, durante o qual a África foi finalmente perdida de uma vez por todas, sendo conquistada pelo Califado Omíada. Por meio de reformas e campanhas militares, o imperador Leão III tentou restaurar a ordem, mas suas reformas doutrinárias, conhecidas como a Controvérsia Iconoclástica, foram extremamente impopulares no Ocidente e foram condenadas pelo Papa Gregório III.
O Império Romano não foi a única nação cristã afetada pelas conquistas islâmicas. O Reino Visigótico, por exemplo, caiu nas mãos do Califado Omíada na década de 720. O Reino das Astúrias foi fundado por Pelágio das Astúrias na mesma época e foi o primeiro reino cristão a ser estabelecido na Península Ibérica após a derrota dos visigodos. As Astúrias seriam transformadas no Reino de Leão em 924, que se desenvolveriam nos predecessores da Espanha moderna.
As divergências religiosas entre Roma e Constantinopla eventualmente levaram ao colapso do domínio imperial sobre a própria cidade de Roma e à transição gradual do Exarcado de Ravena para os Estados Papais independentes, liderados pelo Papa. Em uma tentativa de ganhar apoio contra os lombardos, o papa pediu ajuda do Reino Franco em vez do Império do Oriente, coroando o rei franco Carlos Magno como "Imperador Romano" no ano 800. Embora essa coroação fosse fortemente contestada pelo Império do Oriente, havia pouco o que eles podiam fazer, já que a sua influência na Europa Ocidental havia diminuído. Após uma série de pequenas guerras na década de 810, o imperador Miguel I reconheceu Carlos Magno como um "Imperador". Ele se recusou a reconhecê-lo como um "Imperador Romano" (um título que Miguel reservou para si mesmo e seus sucessores), em vez disso, reconhecendo-o como o "Imperador dos Francos", o que era um pouco menos prestigioso.
O domínio imperial continuou na Sicília ao longo do século VIII, com a ilha sendo lentamente invadida pelos árabes durante o século IX. Na Itália, algumas fortalezas na Calábria forneceram uma base para uma expansão imperial modesta posterior, que atingiu seu auge no início do século XI, com a maior parte do sul da Itália sob uma espécie de domínio romano. Isso, no entanto, foi desfeito por novas guerras civis no império e a lenta conquista da região pelos antigos mercenários dos romanos, os normandos, que finalmente puseram fim ao domínio imperial na Europa Ocidental em 1071 com a conquista de Bari. O último imperador a tentar reconquistas no Ocidente foi Manuel I Comneno, que invadiu o sul da Itália durante uma guerra com o reino normando da Sicília na década de 1150. A cidade de Bari abriu de boa vontade as suas portas ao imperador e, após sucessos na tomada de outras cidades da região, Manuel sonhava com um Império Romano restaurado e uma união entre as igrejas de Roma e Constantinopla, separadas desde o cisma de 1054. Apesar dos sucessos iniciais e do apoio papal, a campanha foi malsucedida e Manuel foi forçado a retornar para o oriente.

## Legado
À medida que o Império Romano do Ocidente desmoronava, os novos governantes germânicos que conquistaram suas províncias constituintes mantiveram a maioria das leis e tradições romanas. Muitas das tribos germânicas invasoras já eram cristianizadas, embora a maioria fosse seguidora do arianismo. Eles rapidamente mudaram sua adesão à igreja estatal do Império Romano. Isso ajudou a cimentar a lealdade das populações romanas locais, bem como o apoio do poderoso bispo de Roma. Embora inicialmente continuassem a reconhecer as leis tribais indígenas, os germânicos foram mais influenciados pela lei romana e gradualmente a incorporaram. O direito romano, particularmente o Corpus Juris Civilis coletado sob as ordens de Justiniano I, é a base do direito civil moderno. Em contraste, a common law é baseada na lei germânica anglo-saxônica. O direito civil é de longe o sistema jurídico mais difundido do mundo, em vigor de alguma forma em cerca de 150 países.
Um legado muito visível do Império Romano do Ocidente é a Igreja Católica. As instituições da Igreja lentamente começaram a substituir as romanas no Ocidente, até mesmo ajudando a negociar a segurança de Roma durante o final do século V. Em meados do período medieval (c. séculos IX e X) as partes centrais, ocidentais e do norte da Europa tinha sido largamente convertido ao catolicismo romano e reconheciam a Papa como o Vigário de Cristo. O primeiro dos reis bárbaros a se converter à Igreja de Roma foi Clóvis I dos francos; outros povos, como os visigodos, mais tarde seguiram o exemplo para ganhar o favor do papado.
Quando o Papa Leão III coroou Carlos Magno como "Imperador Romano" em 800, ele cortou os laços com o ultrajado Império do Oriente e estabeleceu o precedente de que nenhum homem na Europa Ocidental seria imperador sem uma coroação papal. Embora o poder que o papa exercia tenha mudado significativamente ao longo dos períodos subsequentes, o cargo em si permaneceu como o chefe da Igreja Católica e o chefe de Estado da Cidade do Vaticano. O Papa tem consistentemente mantido o título de pontífice máximo desde antes da queda do Império Romano do Ocidente e o mantém até hoje; título usado anteriormente pelo sumo sacerdote da religião politeísta romana, um dos quais era Júlio César.
O Senado Romano sobreviveu ao colapso inicial do Império Romano do Ocidente. Sua autoridade aumentou sob o governo de Odoacro e mais tarde dos ostrogodos, o que foi evidenciado pelo Senado instalar Símaco como papa em 498, apesar de Teodorico da Itália e do imperador Anastácio apoiarem outro candidato, Lourenço. Se sabe exatamente quando o Senado desapareceu, mas sabe-se que a instituição sobreviveu pelo menos até o século VI, visto que presentes do Senado foram recebidos pelo imperador Tibério II em 578 e 580. O edifício tradicional do senado, Cúria Júlia, foi reconstruído como uma igreja sob o Papa Honório I em 630, provavelmente com a permissão do imperador oriental, Heráclio.

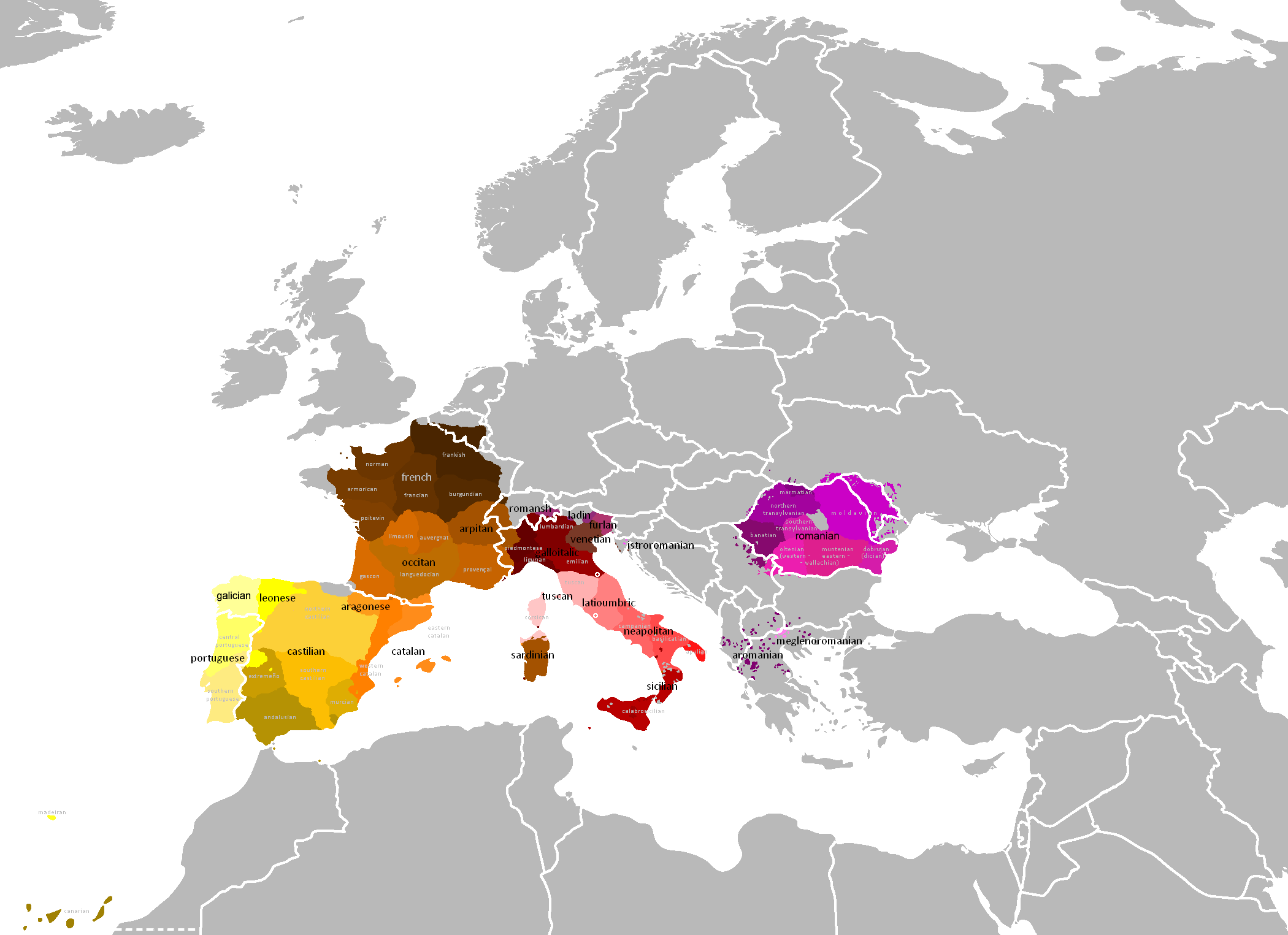
As línguas românicas, que se desenvolveram a partir do latim após a queda do Império Romano do Ocidente, são faladas na Europa Ocidental até hoje e sua extensão quase reflete as fronteiras continentais do antigo Império

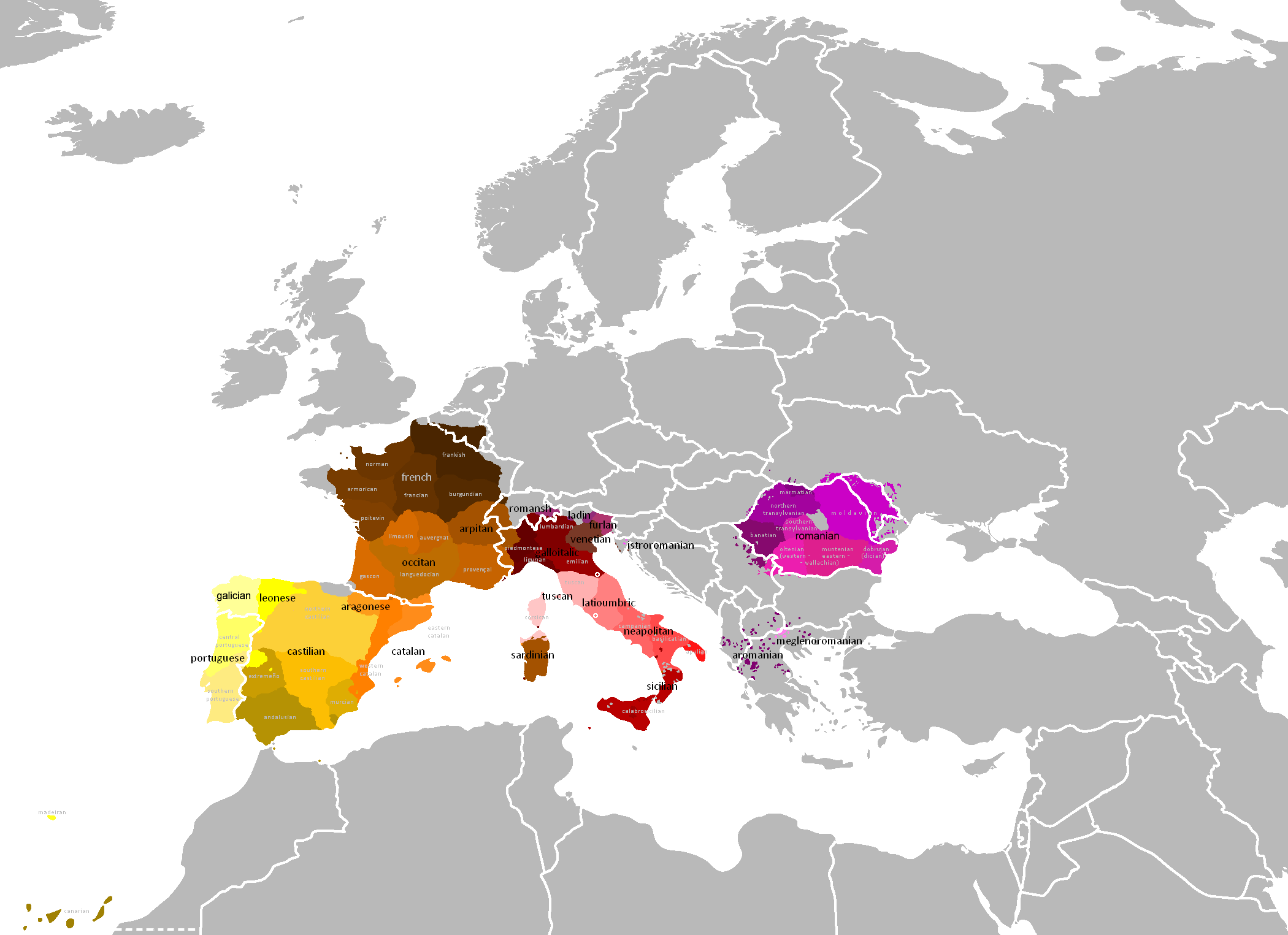
As línguas românicas, que se desenvolveram a partir do latim após a queda do Império Romano do Ocidente, são faladas na Europa Ocidental até hoje e sua extensão quase reflete as fronteiras continentais do antigo Império

O latim como língua não desapareceu. O latim vulgar combinado com as línguas germânicas e celtas vizinhas, dando origem às línguas românicas modernas, como italiano, francês, espanhol, português, romeno e um grande número de línguas e dialetos menores. Hoje, mais de 900 milhões de pessoas são falantes nativas de línguas românicas em todo o mundo. Além disso, muitas línguas românicas são usadas como línguas francas por falantes não nativos. O latim também influenciou as línguas germânicas, como o inglês e o alemão. Ele sobrevive em uma forma "mais pura" como a linguagem da Igreja Católica; a missa católica era falada exclusivamente em latim até o ano de 1969. Como tal, também foi usado como língua franca por eclesiásticos. Continuou a ser a língua da medicina, do direito e da diplomacia (a maioria dos tratados foi escrita em latim ), bem como de intelectuais e acadêmicos até o século XVIII. Desde então, o uso do latim diminuiu com o crescimento de outras línguas francas, especialmente o inglês e o francês. O alfabeto latino foi expandido devido à divisão de I em I e J, e de V em U, V e, em alguns lugares (especialmente nas línguas germânicas e no polaco), W. É o sistema de escrita alfabético mais amplamente usado no mundo atualmente. Os numerais romanos continuam a ser usados em alguns campos e situações, embora tenham sido amplamente substituídos por numerais arábicos.

### Nomenclatura
Conde Marcelino, historiador romano oriental do século VI e cortesão de Justiniano I, menciona o Império Romano do Ocidente em sua Crônica, que cobre principalmente o Império Romano do Oriente de 379 a 534. Na obra, é claro que Marcelino fez uma divisão clara entre Oriente e Ocidente, com menções de um leste geográfico (Oriens) e oeste (Occidens) e de um leste imperial (Orientale imperium " e Orientale respublica) e um oeste imperial (Occidentalie imperium,Occidentale regnum,Occidentalis respublica,Hesperium regnum, Hesperium imperium e principatum Occidentis). Além disso, Marcelino designa especificamente alguns imperadores e cônsules como sendo "orientais", Orientalibus principibus e Orientalium consulum, respectivamente. O termo Hesperium Imperium, traduzido como "Império Ocidental", às vezes também foi aplicado ao Império Romano do Ocidente por historiadores modernos.
Embora Marcelino não se refira ao Império como um todo após 395, mas apenas às suas partes separadas, ele identifica claramente o termo "romano" como aplicável ao império todo. Ao usar termos como "nós", "nossos generais" e "nosso imperador", Marcelino distinguiu ambas as divisões do Império de inimigos externos, como os persas sassânidas e os hunos. Esta visão é consistente com a visão de que os romanos contemporâneos dos séculos IV e V continuaram a considerar o Império como uma unidade única, embora na maioria das vezes com dois governantes em vez de um. A primeira vez que o Império foi dividido geograficamente foi durante o reinado de Diocleciano, mas havia precedentes para vários imperadores. Antes de Diocleciano e da Tetrarquia, houve vários períodos em que houve co-imperadores, como Caracala e Geta em 210-211, que herdaram o trono imperial de seu pai Septímio Severo, mas Caracala governou sozinho após o assassinato de seu irmão.

### Tentativas de restauração de uma corte ocidental
As posições de Augusto oriental e ocidental, estabelecidas sob o imperador Diocleciano em 286 como a tetrarquia, foram abolidas pelo imperador Zenão em 480 após a perda do controle direto sobre os territórios ocidentais. Declarando-se o único Augusto, Zenão só exerceu o controle verdadeiro sobre o Império do Oriente em grande parte intacto e sobre a Itália como o senhor nominal de Odoacro. As reconquistas sob Justiniano I trariam de volta grandes territórios romanos ocidentais ao controle imperial e, com eles, o Império começaria a enfrentar os mesmos problemas que enfrentou em períodos anteriores à Tetrarquia, quando havia apenas um governante. Pouco depois da reconquista do Norte da África, um rebelde, Estútias, apareceu na província (embora tenha sido rapidamente derrotado). Como tal, a ideia de dividir o Império em duas cortes por necessidade administrativa veria um renascimento limitado durante o período em que o Império do Oriente controlava grandes partes do antigo Ocidente, tanto por cortesãos no Oriente quanto por inimigos no Ocidente.
A primeira tentativa de coroar um novo imperador ocidental após a abolição do título já ocorreu durante as Guerras Góticas sob Justiniano. Belisário, um general que já havia lutado com sucesso para restaurar o controle romano sobre o norte da África e grandes partes da Itália, incluindo a própria Roma, recebeu a posição de imperador romano ocidental pelos ostrogodos durante seu cerco de Ravena (a capital ostrogótica e, anteriormente, do Império Romano do Ocidente) em 540. Os ostrogodos, desesperados para evitar perder o controle da Itália, ofereceram o título e sua fidelidade a Belisário como o Augusto ocidental. Justiniano esperava governar sozinho um Império Romano restaurado, com o Codex Justinianeus explicitamente designando o novo prefeito pretoriano da África como o súdito de Justiniano em Constantinopla. Belisário, leal a Justiniano, fingiu aceitar o título para entrar na cidade, ao que imediatamente o abandonou. Apesar de Belisário ter renunciado ao título, a oferta fez Justiniano suspeitar e Belisário foi ordenado a retornar para o leste.
No final do reinado do imperador Tibério II em 582, o Império Romano do Oriente mantinha o controle sobre partes relativamente grandes das regiões reconquistadas sob Justiniano. Tibério escolheu dois Césares, o general Maurício e o governador Germano, e casou suas duas filhas com eles. Germano tinha conexões claras com as províncias do oeste e Maurício com as províncias do leste. É possível que Tibério planejasse dividir o império em unidades administrativas ocidentais e orientais mais uma vez. Se foi esse o caso, o plano nunca foi realizado. Com a morte de Tibério, Maurício herdou todo o império, pois Germano recusou o trono. Maurício estabeleceu um novo tipo de unidade administrativa, o Exarcado, e organizou os territórios ocidentais restantes sob seu controle no Exarcado de Ravena e no Exarcado da África.

### Reivindicações posteriores do título imperial no Ocidente

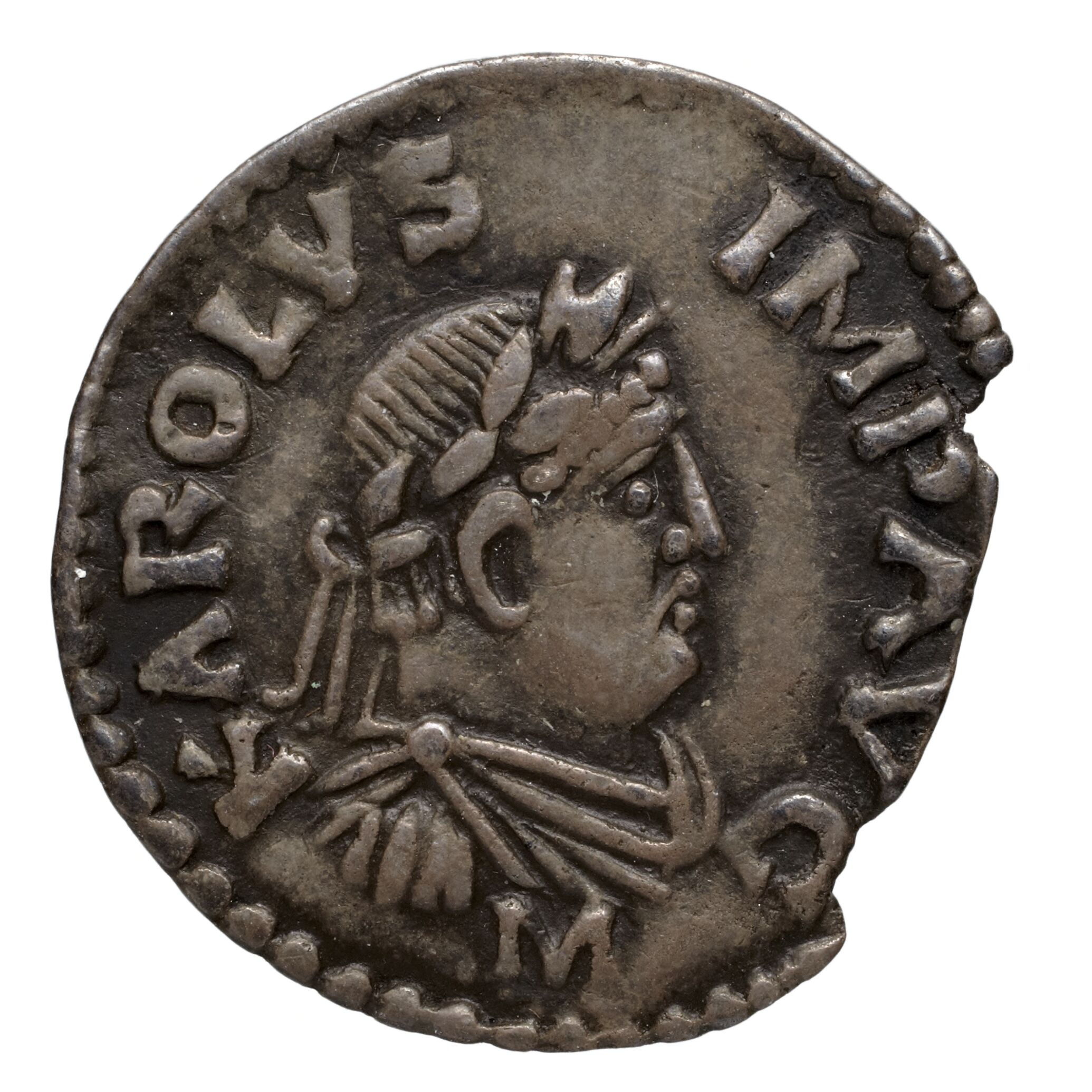
Denário do rei franco Carlos Magno, que foi coroado como imperador romano "Carlos, Imperador Augusto" (Karolus Imperator Augusto) no ano 800 pelo Papa Leão III devido ao Império Romano do Oriente ser governado por Irene, uma mulher. Sua coroação foi fortemente contestada pela corte oriental

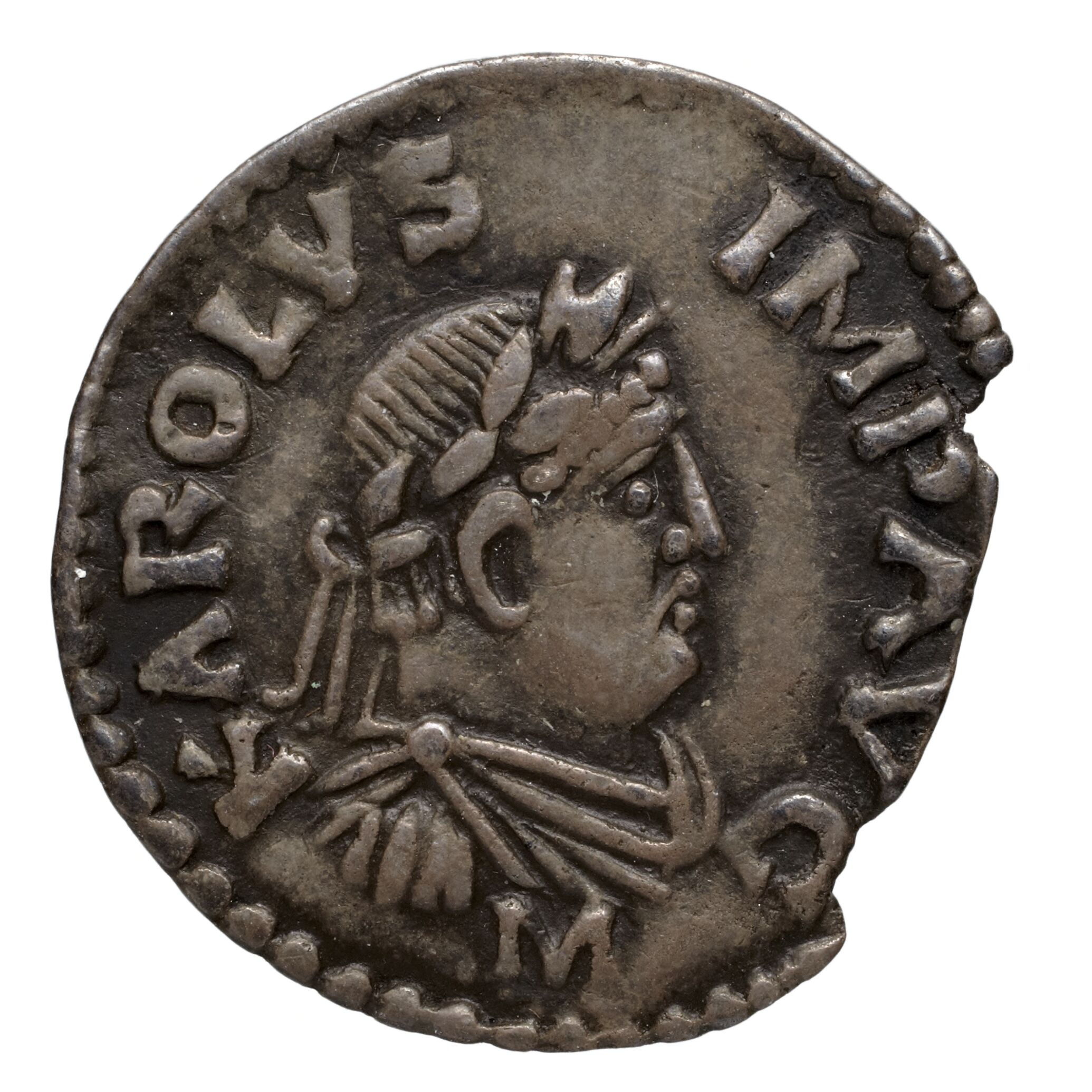
Denário do rei franco Carlos Magno, que foi coroado como imperador romano "Carlos, Imperador Augusto" (Karolus Imperator Augusto) no ano 800 pelo Papa Leão III devido ao Império Romano do Oriente ser governado por Irene, uma mulher. Sua coroação foi fortemente contestada pela corte oriental

Além de permanecer como um conceito para uma unidade administrativa no império remanescente, o ideal do Império Romano como um poderoso império cristão com um único governante continuou a atrair a imaginação de muitos governantes poderosos na Europa Ocidental. Com a coroação papal de Carlos Magno como "Imperador dos Romanos" no ano 800, seu reino foi explicitamente proclamado como uma restauração do Império Romano na Europa Ocidental sob o conceito de translatio imperii. Embora o Império Carolíngio tenha entrado em colapso em 888 e Berengário, o último "imperador" a reivindicar a sucessão de Carlos Magno, tenha morrido em 924, o conceito de um Império Romano germânico e baseado no papado no Ocidente ressurgiria na forma do Sacro Império Romano-Germânico em 962. Os imperadores romano-germânicos manteriam a noção de que haviam herdado o supremo poder e o prestígio dos antigos imperadores romanos até a dissolução do Sacro Império Romano em 1806.
Carlos Magno e os subsequentes imperadores romano-germânicos não eram, e não afirmavam ser, governantes de um Império Romano do Ocidente restaurado. O Papa Leão III e os historiadores contemporâneos estavam plenamente cientes de que a noção de uma corte ocidental separada havia sido abolida ao longo dos três séculos anteriores e consideravam o Império Romano "único e indivisível". O governante do Império Romano na época da coroação de Carlos Magno era Irene, a mãe do imperador Constantino VI, que ela havia deposto. Leão III considerou Irene uma usurpadora ilegítima devido ao seu sexo e, como tal, considerou o trono imperial vago. Assim, Carlos Magno não foi coroado governante do Império Romano do Ocidente e sucessor de Rômulo Augusto, mas sim o sucessor de Constantino VI e único imperador romano. Irene foi deposta e substituída pelo imperador Nicéforo logo depois e o Império do Oriente recusou-se a reconhecer o título imperial de Carlos Magno. Após várias guerras nos anos 810, o imperador Miguel I Rangabe acabou reconhecendo Carlos Magno como um "imperador", mas como o título ligeiramente humilhante de "imperador dos francos" em vez de "imperador romano". Nos séculos seguintes, a corte ocidental "revivida" e a corte oriental, em sucessão direta aos imperadores romanos da antiguidade, fariam reivindicações concorrentes para serem governantes de todo o Império Romano. Com o Império do Oriente denominando o Sacro Império Romano-Germânico de "Império dos Francos", o termo "Império dos Gregos" foi popularizado na corte franca como uma forma de se referir ao império centrado em Constantinopla.
Após o fim do Império Romano do Oriente depois da queda de Constantinopla em 1453 e a dissolução do Sacro Império Romano-Germânico em 1806, o título de "imperador" se espalhou entre os monarcas europeus. O Império Austríaco reivindicou ser o herdeiro do Sacro Império Romano-Germânico quando os Habsburgos austríacos tentaram unir a Alemanha sob seu governo. O Império Alemão, estabelecido em 1871, também afirmava ser um sucessor de Roma através da linhagem do Sacro Império Romano. Ambos os impérios usaram o título imperial de cáiser (derivado da palavra latina "César"), a palavra alemã para imperador. O Império Alemão e a Áustria-Hungria, sucessora do Império Austríaco, entraram em colapso após o fim da Primeira Guerra Mundial junto com os impérios Russo e Otomano, que reivindicaram a sucessão do Império Romano do Oriente.

## Legado
À medida que o Império Romano do Ocidente desmoronava, os novos governantes germânicos que conquistaram suas províncias constituintes mantiveram a maioria das leis e tradições romanas. Muitas das tribos germânicas invasoras já eram cristianizadas, embora a maioria fosse seguidora do arianismo. Eles rapidamente mudaram sua adesão à igreja estatal do Império Romano. Isso ajudou a cimentar a lealdade das populações romanas locais, bem como o apoio do poderoso bispo de Roma. Embora inicialmente continuassem a reconhecer as leis tribais indígenas, os germânicos foram mais influenciados pela lei romana e gradualmente a incorporaram. O direito romano, particularmente o Corpus Juris Civilis coletado sob as ordens de Justiniano I, é a base do direito civil moderno. Em contraste, a common law é baseada na lei germânica anglo-saxônica. O direito civil é de longe o sistema jurídico mais difundido do mundo, em vigor de alguma forma em cerca de 150 países.
Um legado muito visível do Império Romano do Ocidente é a Igreja Católica. As instituições da Igreja lentamente começaram a substituir as romanas no Ocidente, até mesmo ajudando a negociar a segurança de Roma durante o final do século V. Em meados do período medieval (c. séculos IX e X) as partes centrais, ocidentais e do norte da Europa tinha sido largamente convertido ao catolicismo romano e reconheciam a Papa como o Vigário de Cristo. O primeiro dos reis bárbaros a se converter à Igreja de Roma foi Clóvis I dos francos; outros povos, como os visigodos, mais tarde seguiram o exemplo para ganhar o favor do papado.
Quando o Papa Leão III coroou Carlos Magno como "Imperador Romano" em 800, ele cortou os laços com o ultrajado Império do Oriente e estabeleceu o precedente de que nenhum homem na Europa Ocidental seria imperador sem uma coroação papal. Embora o poder que o papa exercia tenha mudado significativamente ao longo dos períodos subsequentes, o cargo em si permaneceu como o chefe da Igreja Católica e o chefe de Estado da Cidade do Vaticano. O Papa tem consistentemente mantido o título de pontífice máximo desde antes da queda do Império Romano do Ocidente e o mantém até hoje; título usado anteriormente pelo sumo sacerdote da religião politeísta romana, um dos quais era Júlio César.
O Senado Romano sobreviveu ao colapso inicial do Império Romano do Ocidente. Sua autoridade aumentou sob o governo de Odoacro e mais tarde dos ostrogodos, o que foi evidenciado pelo Senado instalar Símaco como papa em 498, apesar de Teodorico da Itália e do imperador Anastácio apoiarem outro candidato, Lourenço. Se sabe exatamente quando o Senado desapareceu, mas sabe-se que a instituição sobreviveu pelo menos até o século VI, visto que presentes do Senado foram recebidos pelo imperador Tibério II em 578 e 580. O edifício tradicional do senado, Cúria Júlia, foi reconstruído como uma igreja sob o Papa Honório I em 630, provavelmente com a permissão do imperador oriental, Heráclio.
O latim como língua não desapareceu. O latim vulgar combinado com as línguas germânicas e celtas vizinhas, dando origem às línguas românicas modernas, como italiano, francês, espanhol, português, romeno e um grande número de línguas e dialetos menores. Hoje, mais de 900 milhões de pessoas são falantes nativas de línguas românicas em todo o mundo. Além disso, muitas línguas românicas são usadas como línguas francas por falantes não nativos. O latim também influenciou as línguas germânicas, como o inglês e o alemão. Ele sobrevive em uma forma "mais pura" como a linguagem da Igreja Católica; a missa católica era falada exclusivamente em latim até o ano de 1969. Como tal, também foi usado como língua franca por eclesiásticos. Continuou a ser a língua da medicina, do direito e da diplomacia (a maioria dos tratados foi escrita em latim ), bem como de intelectuais e acadêmicos até o século XVIII. Desde então, o uso do latim diminuiu com o crescimento de outras línguas francas, especialmente o inglês e o francês. O alfabeto latino foi expandido devido à divisão de I em I e J, e de V em U, V e, em alguns lugares (especialmente nas línguas germânicas e no polaco), W. É o sistema de escrita alfabético mais amplamente usado no mundo atualmente. Os numerais romanos continuam a ser usados em alguns campos e situações, embora tenham sido amplamente substituídos por numerais arábicos.

### Nomenclatura
Conde Marcelino, historiador romano oriental do século VI e cortesão de Justiniano I, menciona o Império Romano do Ocidente em sua Crônica, que cobre principalmente o Império Romano do Oriente de 379 a 534. Na obra, é claro que Marcelino fez uma divisão clara entre Oriente e Ocidente, com menções de um leste geográfico (Oriens) e oeste (Occidens) e de um leste imperial (Orientale imperium " e Orientale respublica) e um oeste imperial (Occidentalie imperium,Occidentale regnum,Occidentalis respublica,Hesperium regnum, Hesperium imperium e principatum Occidentis). Além disso, Marcelino designa especificamente alguns imperadores e cônsules como sendo "orientais", Orientalibus principibus e Orientalium consulum, respectivamente. O termo Hesperium Imperium, traduzido como "Império Ocidental", às vezes também foi aplicado ao Império Romano do Ocidente por historiadores modernos.
Embora Marcelino não se refira ao Império como um todo após 395, mas apenas às suas partes separadas, ele identifica claramente o termo "romano" como aplicável ao império todo. Ao usar termos como "nós", "nossos generais" e "nosso imperador", Marcelino distinguiu ambas as divisões do Império de inimigos externos, como os persas sassânidas e os hunos. Esta visão é consistente com a visão de que os romanos contemporâneos dos séculos IV e V continuaram a considerar o Império como uma unidade única, embora na maioria das vezes com dois governantes em vez de um. A primeira vez que o Império foi dividido geograficamente foi durante o reinado de Diocleciano, mas havia precedentes para vários imperadores. Antes de Diocleciano e da Tetrarquia, houve vários períodos em que houve co-imperadores, como Caracala e Geta em 210-211, que herdaram o trono imperial de seu pai Septímio Severo, mas Caracala governou sozinho após o assassinato de seu irmão.

### Tentativas de restauração de uma corte ocidental
As posições de Augusto oriental e ocidental, estabelecidas sob o imperador Diocleciano em 286 como a tetrarquia, foram abolidas pelo imperador Zenão em 480 após a perda do controle direto sobre os territórios ocidentais. Declarando-se o único Augusto, Zenão só exerceu o controle verdadeiro sobre o Império do Oriente em grande parte intacto e sobre a Itália como o senhor nominal de Odoacro. As reconquistas sob Justiniano I trariam de volta grandes territórios romanos ocidentais ao controle imperial e, com eles, o Império começaria a enfrentar os mesmos problemas que enfrentou em períodos anteriores à Tetrarquia, quando havia apenas um governante. Pouco depois da reconquista do Norte da África, um rebelde, Estútias, apareceu na província (embora tenha sido rapidamente derrotado). Como tal, a ideia de dividir o Império em duas cortes por necessidade administrativa veria um renascimento limitado durante o período em que o Império do Oriente controlava grandes partes do antigo Ocidente, tanto por cortesãos no Oriente quanto por inimigos no Ocidente.
A primeira tentativa de coroar um novo imperador ocidental após a abolição do título já ocorreu durante as Guerras Góticas sob Justiniano. Belisário, um general que já havia lutado com sucesso para restaurar o controle romano sobre o norte da África e grandes partes da Itália, incluindo a própria Roma, recebeu a posição de imperador romano ocidental pelos ostrogodos durante seu cerco de Ravena (a capital ostrogótica e, anteriormente, do Império Romano do Ocidente) em 540. Os ostrogodos, desesperados para evitar perder o controle da Itália, ofereceram o título e sua fidelidade a Belisário como o Augusto ocidental. Justiniano esperava governar sozinho um Império Romano restaurado, com o Codex Justinianeus explicitamente designando o novo prefeito pretoriano da África como o súdito de Justiniano em Constantinopla. Belisário, leal a Justiniano, fingiu aceitar o título para entrar na cidade, ao que imediatamente o abandonou. Apesar de Belisário ter renunciado ao título, a oferta fez Justiniano suspeitar e Belisário foi ordenado a retornar para o leste.
No final do reinado do imperador Tibério II em 582, o Império Romano do Oriente mantinha o controle sobre partes relativamente grandes das regiões reconquistadas sob Justiniano. Tibério escolheu dois Césares, o general Maurício e o governador Germano, e casou suas duas filhas com eles. Germano tinha conexões claras com as províncias do oeste e Maurício com as províncias do leste. É possível que Tibério planejasse dividir o império em unidades administrativas ocidentais e orientais mais uma vez. Se foi esse o caso, o plano nunca foi realizado. Com a morte de Tibério, Maurício herdou todo o império, pois Germano recusou o trono. Maurício estabeleceu um novo tipo de unidade administrativa, o Exarcado, e organizou os territórios ocidentais restantes sob seu controle no Exarcado de Ravena e no Exarcado da África.

### Reivindicações posteriores do título imperial no Ocidente
Além de permanecer como um conceito para uma unidade administrativa no império remanescente, o ideal do Império Romano como um poderoso império cristão com um único governante continuou a atrair a imaginação de muitos governantes poderosos na Europa Ocidental. Com a coroação papal de Carlos Magno como "Imperador dos Romanos" no ano 800, seu reino foi explicitamente proclamado como uma restauração do Império Romano na Europa Ocidental sob o conceito de translatio imperii. Embora o Império Carolíngio tenha entrado em colapso em 888 e Berengário, o último "imperador" a reivindicar a sucessão de Carlos Magno, tenha morrido em 924, o conceito de um Império Romano germânico e baseado no papado no Ocidente ressurgiria na forma do Sacro Império Romano-Germânico em 962. Os imperadores romano-germânicos manteriam a noção de que haviam herdado o supremo poder e o prestígio dos antigos imperadores romanos até a dissolução do Sacro Império Romano em 1806.
Carlos Magno e os subsequentes imperadores romano-germânicos não eram, e não afirmavam ser, governantes de um Império Romano do Ocidente restaurado. O Papa Leão III e os historiadores contemporâneos estavam plenamente cientes de que a noção de uma corte ocidental separada havia sido abolida ao longo dos três séculos anteriores e consideravam o Império Romano "único e indivisível". O governante do Império Romano na época da coroação de Carlos Magno era Irene, a mãe do imperador Constantino VI, que ela havia deposto. Leão III considerou Irene uma usurpadora ilegítima devido ao seu sexo e, como tal, considerou o trono imperial vago. Assim, Carlos Magno não foi coroado governante do Império Romano do Ocidente e sucessor de Rômulo Augusto, mas sim o sucessor de Constantino VI e único imperador romano. Irene foi deposta e substituída pelo imperador Nicéforo logo depois e o Império do Oriente recusou-se a reconhecer o título imperial de Carlos Magno. Após várias guerras nos anos 810, o imperador Miguel I Rangabe acabou reconhecendo Carlos Magno como um "imperador", mas como o título ligeiramente humilhante de "imperador dos francos" em vez de "imperador romano". Nos séculos seguintes, a corte ocidental "revivida" e a corte oriental, em sucessão direta aos imperadores romanos da antiguidade, fariam reivindicações concorrentes para serem governantes de todo o Império Romano. Com o Império do Oriente denominando o Sacro Império Romano-Germânico de "Império dos Francos", o termo "Império dos Gregos" foi popularizado na corte franca como uma forma de se referir ao império centrado em Constantinopla.
Após o fim do Império Romano do Oriente depois da queda de Constantinopla em 1453 e a dissolução do Sacro Império Romano-Germânico em 1806, o título de "imperador" se espalhou entre os monarcas europeus. O Império Austríaco reivindicou ser o herdeiro do Sacro Império Romano-Germânico quando os Habsburgos austríacos tentaram unir a Alemanha sob seu governo. O Império Alemão, estabelecido em 1871, também afirmava ser um sucessor de Roma através da linhagem do Sacro Império Romano. Ambos os impérios usaram o título imperial de cáiser (derivado da palavra latina "César"), a palavra alemã para imperador. O Império Alemão e a Áustria-Hungria, sucessora do Império Austríaco, entraram em colapso após o fim da Primeira Guerra Mundial junto com os impérios Russo e Otomano, que reivindicaram a sucessão do Império Romano do Oriente.